# General Motors de Argentina
General Motors de Argentina es una subsidiaria del grupo automovilístico General Motors, ubicada en la República Argentina. Es el segundo productor de General Motors en Sudamérica, por detrás de General Motors do Brasil.
El sello de General Motors en sí, llegó a la Argentina en 1922, a través de dos importadores que trajeron al país, los primeros modelos de Chevrolet. La compañía se fundó en 1925, casi 17 años después de haberse creado la central estadounidense, instalándose inicialmente en calle Huergo de Capital Federal, para luego trasladarse al barrio de Barracas. Años más tarde, tendría su instalación definitiva en el histórico predio de la localidad bonaerense de San Martín. Durante ese período, la compañía fabricó en el país modelos de las marcas Chevrolet, Oldsmobile, Cadillac, LaSalle, Oakland, Marquette y Opel, teniendo éxito la primera. Con la instalación de la fábrica de San Martín, comenzó la producción de los primeros Chevrolet 100% nacionales, entre los que se destacaban el Chevrolet 400, el Chevrolet Chevy (ambas versiones derivadas del Chevrolet Nova) y la Pick-up Chevrolet C-10. También, en esa época, se volvió a producir un Opel local, cuando salió de la línea de montaje el Opel K-180, derivado del alemán Opel Kadett. A pesar de haber liderado el mercado durante un buen tiempo, la fuerte caída en las ventas de la compañía obligaron al cierre de esta en 1978. 
A pesar de este cierre, empresas como Sevel Argentina y CIADEA S.A., se encargaron de fabricar en el país, modelos de camionetas Chevrolet, hasta que en 1997, General Motors pega la vuelta definitiva, asentándose en la localidad de Alvear, provincia de Santa Fe. De esta nueva planta salieron modelos memorables como el Chevrolet Corsa (posteriormente reformulado como Chevrolet Classic), la Chevrolet Silverado, el Chevrolet Agile y el Chevrolet Cruze II. Asimismo sirvió también como plaza de producción del Suzuki Grand Vitara y su variante bajo la marca Chevrolet. Desde 2022, la fábrica produce únicamente el SUV Chevrolet Tracker de segunda generación.

## Historia

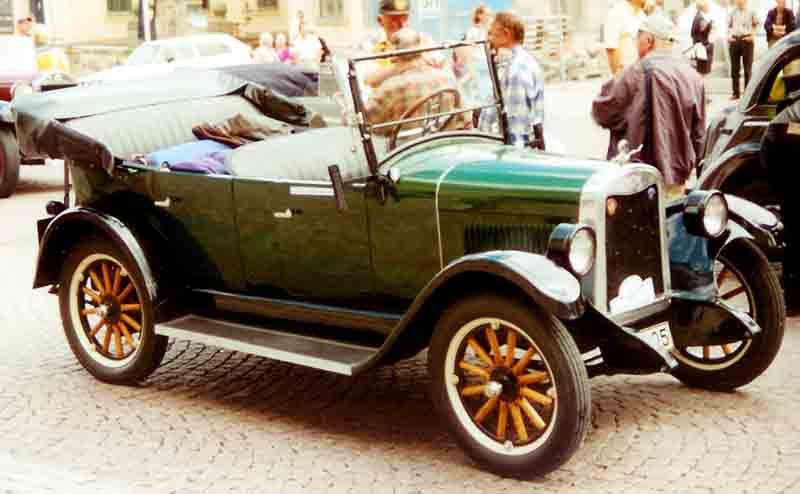
Doble Phaeton, primer Chevrolet argentino

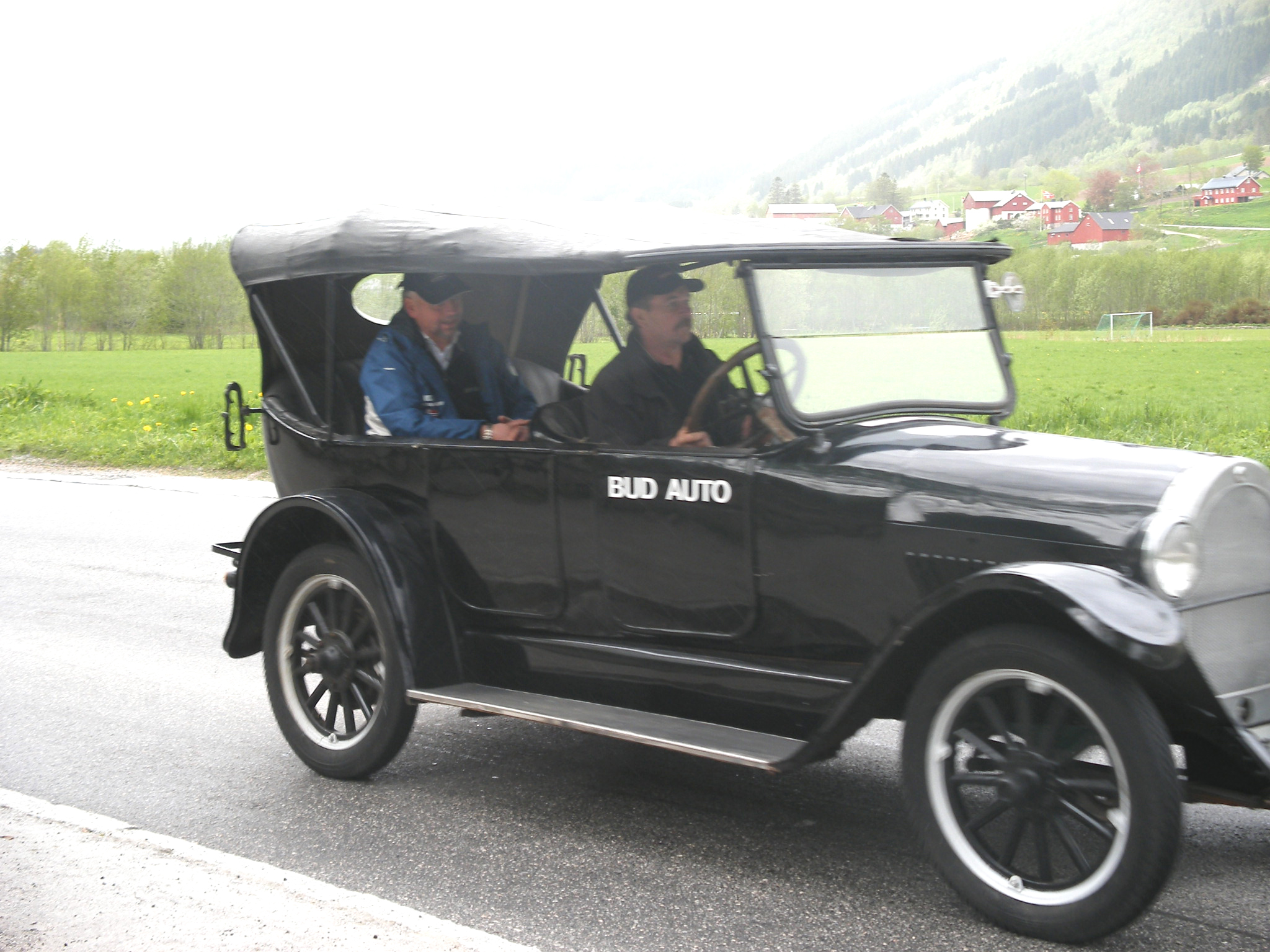
Oldsmobile

La historia de General Motors en Argentina comenzó a escribirse en el año 1922 (casi 14 años después de haberse creado la central estadounidense), cuando los importadores  Hampton y Watson se radicaron en Argentina donde luego de un acuerdo celebrado con la firma americana y comenzaron con la fabricación de los primeros Chevrolet argentinos. Para poder reducir los costos arancelarios que inquirían la importación de los coches ya fabricados, GM le permitió a  H & W hacerse cargo de la producción de estos coches con componentes nacionales, además de los importados. A pesar de haberse acordado todo en 1922, el primer modelo recién salió en el año 1924. La primera fábrica de Chevrolet en el país tuvo lugar en un galpón ubicado cerca de la Dársena Sur del Puerto de Buenos Aires. El primer modelo fabricado en Argentina, fue un  Chevrolet Doble Phaeton. 
El 1 de marzo de 1925,  H & W dejan la representación oficial de los productos Chevrolet, pasando la propia General Motors a hacerse cargo de sus actividades en Argentina. Es allí donde se constituye la  General Motors de Argentina, instalándose inicialmente en un edificio de la calle Huergo, entre Garay y Azopardo, en Capital Federal. Según decía su primera publicidad, se trataba de una fábrica "completamente equipada, con la maquinaria más moderna y perfeccionada".
En primer lugar, se inició la producción del primer Chevrolet "semiargentino", el cual fue bautizado como Campeón. Su producción se realizaba en forma parcial con elementos nacionales, completándose la misma con elementos importados. Con esta producción, GMA decidió abaratar costos e impulsar el desarrollo de los proveedores locales. Fue así que se inició una fuerte campaña de ventas, reduciendo el precio original del coche desde $2785 a $2085. Con esta campaña, GMA logró en 9 meses desde su fundación albergar una red de 400 representantes oficiales y logró vender 6663 modelos Chevrolet en todo el país.
Este modelo de Chevrolet, presentaba 5 versiones:  Sedán 2 puertas, Sedán 4 puertas,  Voiturette (modelo especial con asientos ubicados en el baúl trasero),  Doble Phaeton y  Doble Phaeton especial argentino (Campeón). El motor de estos coches, era un 4 cilindros 94 mm de largo por 101 de ancho, con válvulas en la culata. La línea se completaba con un camión con capacidad de carga de 1 tonelada.
Además de Chevrolet, GMA amplía su gama de marcas en el mercado con la fabricación de modelos de Oldsmobile, y la importación de modelos Cadillac y LaSalle. El 13 de febrero de 1926, sale de la planta de Huergo la unidad número 10 000, la cual fue contabilizada de la producción conjunta de Chevrolet y Oldsmobile, las dos marcas más vendidas del grupo. Este ritmo de producción, anima a GMA a ofrecer un año de garantía para toda la línea Chevrolet y Oldsmobile y dos para Cadillac y LaSalle.

### El avance de la compañía

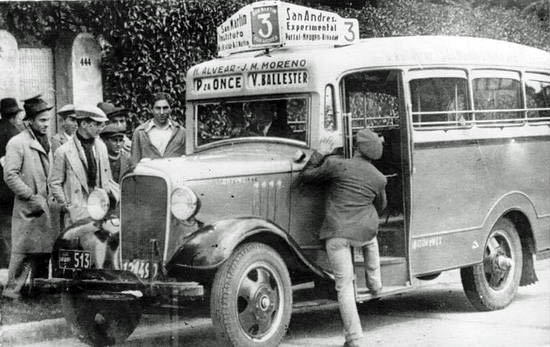
Chevrolet de 1934 o 1935, de la desaparecida línea 3, que unía Plaza Miserere con Villa Ballester.

Las ventas de General Motors en Argentina crecieron notablemente. A las marcas ya mencionadas, se sumaron también a la línea de montaje Oakland y Pontiac. Las ventas anuales llegaban a la cifra de 8000 autos y 500 camiones, llegando a la unidad 10 000 en 1926. Fue entonces que la capacidad de la fábrica fue superada, no dando abasto con la demanda generalizada, por lo que se comenzó con la búsqueda de un nuevo sitio para trasladar la producción. La respuesta llegó en 1929, cuando fue inaugurada la nueva planta de 48.000 metros cuadrados de superficie, ubicado en calle Limay en el barrio porteño de Barracas. Con la nueva planta, nuevas marcas se sumaron a la línea de montaje, ya que se comenzó con la producción de modelos nacionales de Buick, Cadillac, Marquette, LaSalle y Opel, totalizando 27.000 unidades anuales. También, en ese entonces, la historia encontró a Chevrolet y General Motors como protagonistas, cuando el 24 de septiembre de 1928 comenzó a circular por las calles de Buenos Aires el primer vehículo de transporte masivo de pasajeros. Se trataba de un modelo adaptado sobre la base modificada de un Doble Phaeton, con capacidad para 6 pasajeros, que fue el pionero en el transporte público de la ciudad capital. Más tarde, este vehículo fue popularizado como "El Colectivo".

### Tiempos de liderazgo y guerra

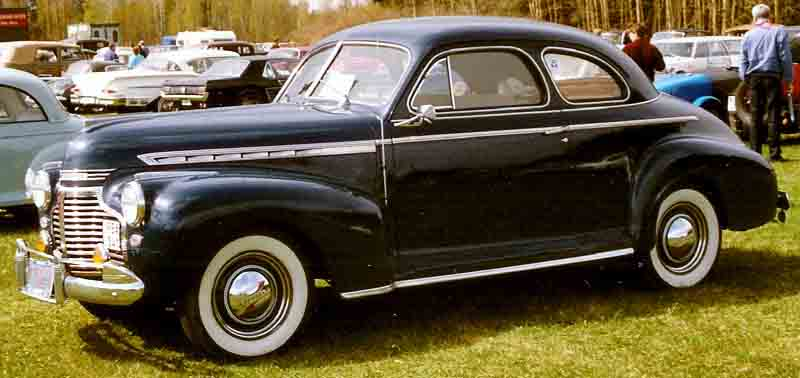
Chevrolet Coupé Master 1941. Estos coches fueron utilizados para competir en Turismo Carretera

En 1931, GMA completa su oferta importando modelos de todas las marcas producidas por la central estadounidense. En esos años, ocurre una gran crisis en Estados Unidos, conocida como el jueves negro, la cual repercute en el mercado argentino, pero que sin embargo, no afecta a la producción local de componentes. En 1934, la recuperación llega mostrando cifras de 120 unidades diarias. También, Chevrolet se posiciona en el transporte público de pasajeros, siendo la número "1" del rubro con sus chasis carrozados. A finales de la década, la participación de GMA sube al 40%. Estos números tan alentadores, movieron a las autoridades de la firma a levantar una nueva planta para aumentar su producción. La misma, fue levantada en el histórico terreno de la localidad de Gral. San Martín, en cercanías de las avenidas Gral. Paz y San Martín. Esta planta fue inaugurada en 1940, y curiosamente, además de la fabricación de automóviles, producía de manera paralela heladeras marca Frigidaire, baterías y elásticos para diferentes marcas. Por supuesto, la planta de Barracas continuaba su producción normal de autos y camiones, en conjunto con la nueva fábrica.
Por esos años también, comenzaba a dar vueltas en el ambiente, la idea de generar una nueva expresión deportiva entre los argentinos. Fue el nacimiento del Turismo Carretera, categoría considerada como la más añeja del automovilismo mundial. En esta nueva disciplina, los hombres se batían a duelo a bordo de sus máquinas, sobre los polvorientos caminos de la República Argentina, para dirimir quien tenía el coche más rápido. Varios pilotos decidieron correr con modelos de Chevrolet, siendo Juan Manuel Fangio su representante principal. Precisamente, Fangio fue campeón en dos oportunidades al obtener los títulos de 1940 y 1941. A partir de ahí, Chevrolet comenzaría a ser protagonista en todas las categorías donde compitiera un coche de la marca.
Sin embargo, no todas fueron buenas, ya que el ingreso de Estados Unidos a la Segunda Guerra Mundial complicó las operaciones. En 1941, si bien se produjo el Chevrolet número 250.000, el armado de coches se hacía insostenible, debido a la escasez de componentes y a la suspensión de las importaciones. Es así que el 27 de agosto de 1942 se detiene la producción de la fábrica de Barracas, hasta finalizada la Guerra, siendo la última unidad producida un furgón Chevrolet. Sin embargo, la empresa buscó la alternativa para evitar la paralización total de las actividades. Por eso, continuó con la fabricación de las heladeras Frigidaire, heladeras portátiles, y repuestos para automotores. También se fabricaron armarios metálicos, marcos de puertas y ventanas y juegos para jardines de infantes. Una vez finalizada la guerra, GMA se dedicó al reacondicionamiento de tanques de guerra Sherman y vuelve a carrozar vehículos para la Corporación de Transportes de la Ciudad de Buenos Aires. Luego de esto, se realizó una importante inversión en ambas plantas, preparándolas para reiniciar la producción.
Una vez reiniciada la producción, comienzan a salir de la línea de montaje los primeros modelos, que pertenecían a las marcas Oldsmobile y Pontiac. A estas marcas, se agregaba también la línea de camiones de 5 toneladas Bedford, de Inglaterra. Más tarde, retornaban los Chevrolet a la cadena de montaje. A comienzos de la década del ’50, GMA empleaba casi 3000 personas, entre obreros, técnicos y personal administrativo.

### Los primeros Chevrolet 100% argentinos

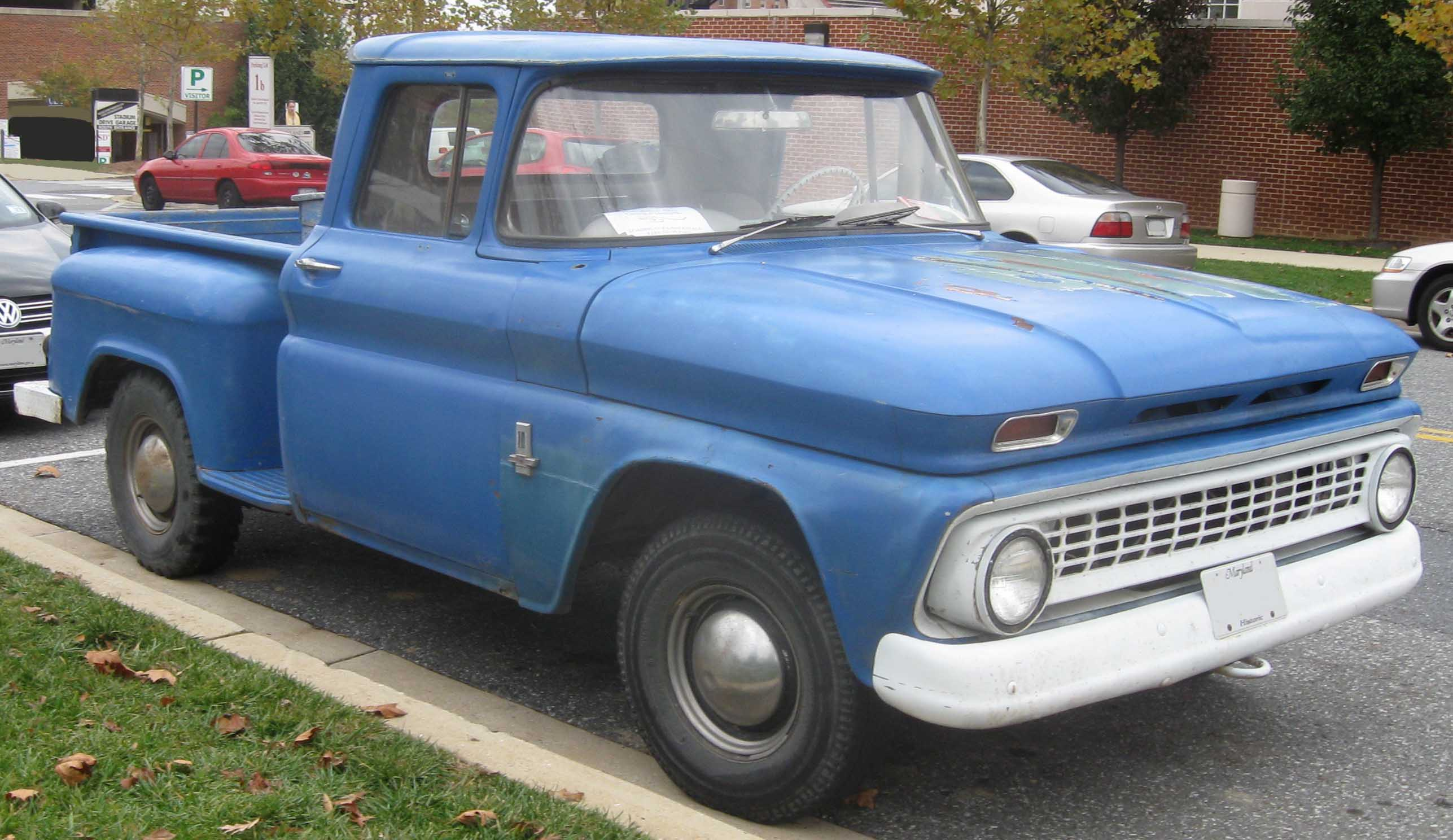
Chevrolet C-10, primer Chevrolet argentino

En el año 1959, GMA decide ampliar y acondicionar la planta de Gral. San Martín, para la producción integral en Argentina de automóviles, Pickups y camiones. Con esta decisión, GMA comenzaría a independizarse de la central norteamericana en lo que a importación de elementos se refería. Es así que el 25 de enero de 1960, y como producto de esta inversión, sale de la línea de montaje el  Primer Chevrolet Argentino. Se trataba de una camioneta Chevrolet C-10, conocida también por su nombre comercial "Apache". Al año siguiente, el Gobierno Nacional aprobó un plan de inversiones por 45 millones de dólares para la construcción de una planta de estampado de 12.000 metros cuadrados.
El 21 de marzo de 1962, comienza la producción del primer automóvil Chevrolet. Se trata del Chevrolet 400, un sedán compacto derivado del americano Chevrolet Nova. El plan original, establecía una integración nacional del 50%, que para 1964 debía subir al 90% y con una producción de 15.000 unidades. Las cifras de GMA comenzaban nuevamente a aumentar, lo que le posibilitaba a la empresa extender su gama productos, ya que en ese momento sumaba a la producción del Chevrolet 400 y de la Chevrolet C-10, la producción de chasis para camiones y colectivos marca Bedford. 
En 1968, se producen la primera caja de dirección y el motor Chevrolet "250" de 6 cilindros en línea, 7 bancadas y 250 pulgadas cúbicas (4.1 litros). Dos años más tarde, se produce la unidad número 75.000, que sale de la planta de Barracas. El 25 de noviembre de 1969, es lanzado al mercado el Chevrolet Chevy, el modelo más aclamado de la marca. Derivado del Chevy Nova americano, este modelo se presentó inicialmente en versión sedán de 4 puertas, apareciendo en 1971 su versión coupé.

### La debacle

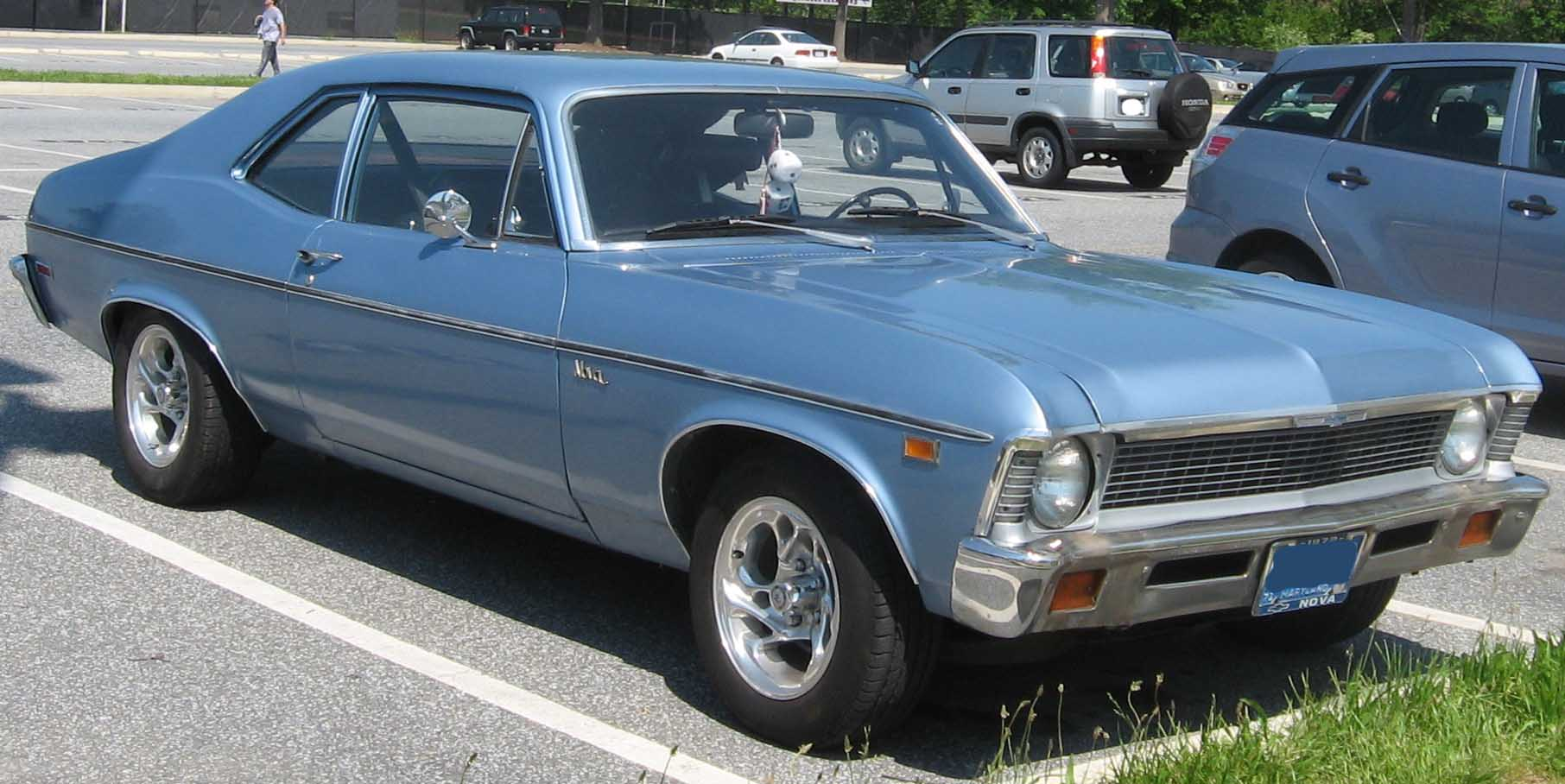
Chevrolet Chevy, el modelo más aclamado de la marca

En 1971, GMA exporta 11.719 vehículos a diferentes mercados del exterior. En 1974, decide incursionar en el segmento de los medianos al introducir en el mercado el modelo Opel K-180, derivado del Opel Kadett alemán. Una de las características de este vehículo, fue su motor desarrollado íntegramente en Argentina, algo que lo hacía completamente diferente al modelo alemán. Sin embargo, a pesar de las inversiones realizadas, a mediados de los '70 la participación de GMA comenzó a disminuir sostenidamente, cayendo del 9% en 1976 al 2% en 1978. Ese año, ocupó el 9.º lugar del ranking de producción, entre 11 empresas fabricantes habiendo producido solo 5.876 unidades. Parte de esta situación, se debió a la agresiva campaña encarada por el entonces gobernante Proceso de Reorganización Nacional, que durante esos años comenzó a adquirir de manera masiva productos de la marca Ford. También, la suspensión de la producción del Chevrolet 400 en 1974 para dar paso a la del Opel K-180, jugó en contra de la empresa, ya que de haberse mantenido la producción del 400, hubiese sido factible su requerimiento por parte del Gobierno Nacional. Las pérdidas generadas superaron los 30 millones de dólares, por lo que desde la casa matriz, se decidió la suspensión total de las actividades de General Motors en Argentina, y por consiguiente, el consecuente cierre de las fábricas de este país. Entre 1960 y 1978, GMA produjo 195.000 automóviles (Chevrolet 400, Chevrolet Chevy y Opel K-180) y 207.000 vehículos industriales (Chevrolet C-10 y chasis Bedford para camiones y colectivos).

## La vuelta
A pesar de haberse retirado en 1978, Chevrolet regresa al país en 1985. La vuelta se concreta merced a un acuerdo celebrado entre Sevel Argentina y General Motors Corporation, para la producción bajo licencia de camionetas Chevrolet C-10 en su planta de la localidad de Ferreyra, provincia de Córdoba. Este acuerdo incluía además la producción de un modelo diésel de esta camioneta, que fue equipada con motores Indenor XD II de origen Peugeot, como así también la producción de camionetas nafteras con motor "250". El acuerdo Sevel-GM venció en el año 1991, habiéndose presentado los modelos  Custom y  Custom Deluxe. 
Finalmente, la vuelta total de GMA se concreta en 1994, mediante un acuerdo firmado entre CIADEA S.A. (representante/manejo local y accionista de Renault Argentina/Brasil) y General Motors Corporation, el cual contemplaba la producción de las camionetas Chevrolet, pero esta vez de su modelo actualizado conocido como C-20/D-20. El plan contemplaba la producción de 25.000 unidades para el año 1995, además de la exportación de 19.000 de dichas unidades a los demás mercados del Mercosur. La segunda parte del operativo retorno de la marca al país, se concreta con el levantamiento en un terreno de la localidad santafesina de Alvear, cercana a Rosario, de una nueva planta de producción, con una inversión de casi 300 millones de dólares. 
Esta planta se inauguró en 1997 con la producción del Chevrolet Corsa de primera generación, que más tarde sería rebautizado como Corsa Classic. También en ese año, la producción de vehículos de trabajo se pasaba a Alvear, siendo presentada en 1997 la nueva Chevrolet Silverado. También en 1999, GMA produce algunas pocas unidades de la  Chevrolet Grand Blazer, basada en la Chevrolet Suburban. En el año 2000, se agregó una nueva marca al mercado, con la llegada de Suzuki. Es así que a la línea de montaje se suma la línea 4x4 Grand Vitara, la cual según su equipamiento era llamada Chevrolet o Suzuki. En 2002, se lanza la segunda generación del Corsa, denominado Corsa II y la Grand Vitara pasa a ser solamente Suzuki. El 10 de julio de 2006, sale de la línea de montaje la unidad número 350.000, siendo esta un Corsa Classic 3 puertas. En octubre de 2007, salió de la línea de montaje la unidad número 500.000, siendo ahora un Corsa Classic 4 puertas mientras que el 30 de marzo de 2009, un Corsa Classic Wagon fue la unidad número 650.000.
A fines del año 2008, se comenzó la proyección de un nuevo modelo desarrollado íntegramente en la región, siendo creada la GM-Mercosur, que nucleaba a las dos grandes subsidiarias de General Motors en Argentina y Brasil. Este coche  fue un derivado del  Concept G-Pix y desarrollado en el centro de desarrollo que la firma posee en São Paulo. Comenzó a ser producido a fines de 2009 en la planta de Alvear, fue bautizado como Chevrolet Agile y es el primero de una serie de vehículos que serán fruto del denominado "Proyecto Viva". Este modelo, producido íntegramente en Argentina, reemplazó al Corsa II de origen brasilero.
El Chevrolet Classic fue la nueva denominación que desde 2010 se le dio a los Corsa rediseñados (rural y sedán) discontinuando el 3 puertas que es reemplazado por el Celta (hatchback 3 y 5 puertas) importado desde Brasil. El Classic rural (Wagon) se discontinuó en mayo del 2012 mientras que el Sedán continuó su producción con variantes de equipamiento y detalles estéticos menores, hasta que en octubre de 2016 GM Argentina decide discontinuarlo y así poder ampliar la línea de producción del Chevrolet Cruze II al modelo hatchback 5 puertas. 
El 23 de diciembre de 2016 salió de la línea de montaje la última unidad del Chevrolet Agile. Tanto el Classic como el Agile fueron reemplazados en la oferta local por los Chevrolet Prisma y Onix de producción brasilera. 

### Actualidad productiva
La producción en Argentina del Chevrolet Cruze II inició en 2016 e inicialmente, acaparó el abastecimiento del mercado local y de Sudamérica. En 2020, Argentina se convirtió en la única plaza de producción en el mundo, luego del cese de su producción en los mercados de Estados Unidos, México y Corea del Sur. El motivo de estos cierres fue la caída de ventas de los automóviles medianos, en comparación con el ascendente mercado de los SUV.
En 2022 inició en Alvear la producción de la segunda generación del SUV Chevrolet Tracker, cuyas primeras unidades producidas fueron estrenadas el 30 de julio de 2022. La producción de Tracker compartió línea de montaje con la de Cruze (en sus dos versiones), hasta el anuncio oficial del cese de producción del sedán mediano el 9 de junio de 2023. Este anunció fijo como fecha de cierre de producción en el mes de diciembre del mismo año, sin anunciar un reemplazante. Pese a ello, en sus últimos meses de producción y venta se terminaría retirando del mercado con cifras que lo pusieron al tope de ventas en el mercado de los medianos. De esta manera, la producción argentina de General Motors quedó reducida únicamente al SUV Tracker, mientras que la oferta se complementa con la importación desde Brasil de la segunda generación del Chevrolet Onix (ahora llamado así tanto para su versión sedán como hatchback) y la tercera generación de Chevrolet Montana, ahora convertida en SUP (Sport Utility Pickup) derivada de Tracker.
En otro orden de cosas, entre 2022 y 2024, la planta de Alvear sufrió diferentes suspensiones de producción, debido a problemas tanto en la parte logística,  como administrativa. Pese a ello, tras retomar su producción continuó desarrollando sus actividades en forma normal, anunciando la implementación de un nuevo rediseño para su línea Tracker.

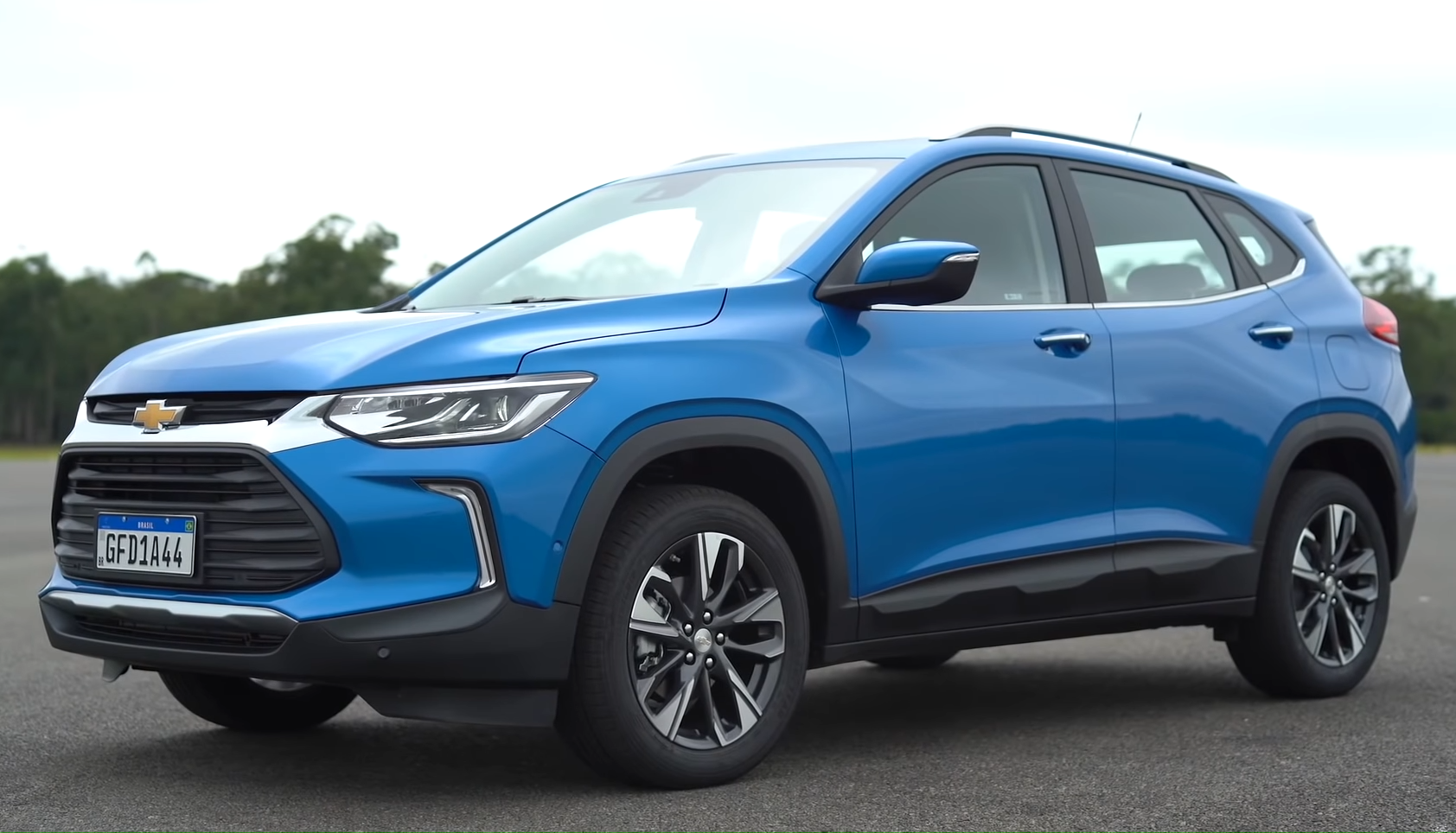
Chevrolet Tracker

### Situación conSuzuki
A mediados del año 2011 y conforme a lo que venía sucediendo en el mundo, General Motors de Argentina anuncia el cese de la producción de vehículos de la marca Suzuki, como así también la importación de productos bajo esta marca. Esto se debe a la separación completa que tuviera la marca japonesa del gigante americano a nivel mundial. Por tal motivo, General Motors de Argentina además de suspender la producción del modelo Suzuki Grand Vitara, inició la importación desde Brasil del modelo Chevrolet Celta, el cual era importado hasta la mencionada fecha bajo la denominación Suzuki Fun. Al mismo tiempo, fueron suspendidas las importaciones de los modelos Suzuki Vitara JIII y Suzuki Swift. Sin embargo, a pesar de este cierre General Motors continuó con la provisión y venta de repuestos para la marca Suzuki en los siguientes 12 años, conforme lo establecido por la nueva ley nacional de industria automotriz.

### Récords
Con la discontinuación en octubre de 2016 del Chevrolet Classic en producción como Chevrolet Corsa desde diciembre de 1997, es decir por un período de casi 19 años, en la planta de Alvear, provincia de Santa Fe, Argentina, se totalizaron 919.972 unidades fabricadas (se incluyen todos los restylings del Corsa B) Se convierte de este modo el Chevrolet Classic en el automóvil de mayor producción de la industria automotriz Argentina. A su vez también marcó un hito para la marca en cuanto a unidades vendidas, alcanzando más de 500.000 unidades patentadas en el país.

### Modelos importados
Otro rubro importante en el que GMA se destaca, es en el rubro de importados. Actualmente, la gama de vehículos se completa con los Chevrolet Cobalt, Chevrolet Prisma, Chevrolet Onix, Chevrolet Spin, S-10 y Captiva. En su momento, y luego del cese de la producción de las Chevrolet Silverado, fue traída al país la Chevrolet Avalanche, la cual se importa exclusivamente a pedido de sus compradores. Otra joya mecánica traída por Chevrolet a la Argentina, es el Chevrolet Camaro, que llega al país en su versión SS con un motor V8 de 6.2L que eroga 405 cv de potencia y un torque de 556 Nm.
También, en la primera era de la compañía, GMA importó al país unidades del Chevrolet Impala, Chevrolet Caprice y también de los populares Chevrolet Camaro y Corvette.

## Modelos producidos
| General Motors Argentina (1960-1978)       | General Motors Argentina (1960-1978) | General Motors Argentina (1960-1978) |
| Modelo                                     | Foto                                 | Período                              |
| ------------------------------------------ | ------------------------------------ | ------------------------------------ |
| Chevrolet C-10 (Apache)                    |                                      | 1960-1967                            |
| Chevrolet C-10 (Apache II)                 |                                      | 1965-1967                            |
| Chevrolet C-10 (Brava)                     |                                      | 1967-1974                            |
| Chevrolet C-10 (Brava II)                  |                                      | 1974-1978                            |
| Chevrolet 400                              |                                      | 1962-1974                            |
| Chevrolet Chevy                            |                                      | 1969-1978                            |
| Opel K-180                                 |                                      | 1974-1978                            |
| Sevel Argentina (1985-1991)                |                                      |                                      |
| Modelo                                     | Foto                                 | Período                              |
| Chevrolet C-10 (Custom)                    |                                      | 1985-1991                            |
| CIADEA S.A. (1993-1997)                    |                                      |                                      |
| Modelo                                     | Foto                                 | Período                              |
| Chevrolet D-20                             |                                      | 1993-1997                            |
| General Motors Argentina (1997-actualidad) |                                      |                                      |
| Modelo                                     | Foto                                 | Período                              |
| Chevrolet Corsa/Classic                    |                                      | 1997- 2016                           |
| Chevrolet Silverado                        |                                      | 1997-2000                            |
| Chevrolet Grand Blazer                     |                                      | 1999-2000                            |
| Chevrolet/Suzuki Grand Vitara              |                                      | 2000-2011                            |
| Chevrolet Corsa II                         |                                      | 2002-2009                            |
| Chevrolet Agile                            |                                      | 2009- 2016                           |
| Chevrolet Cruze II                         |                                      | 2016-2023                            |
| Chevrolet Tracker                          |                                      | 2022-                                |

## Modelos importados

### Modelos actuales

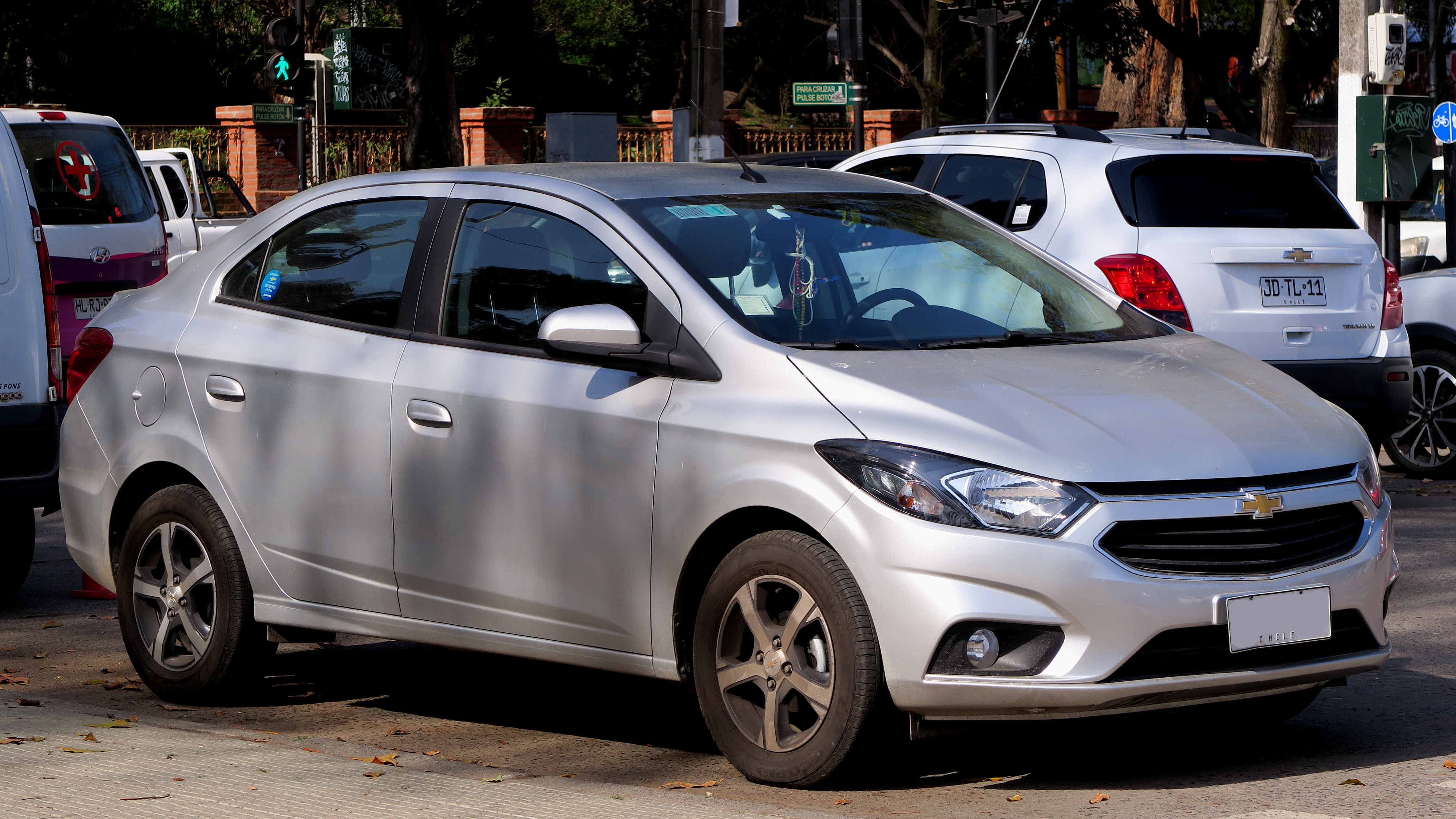
Chevrolet Joy y Joy Plus
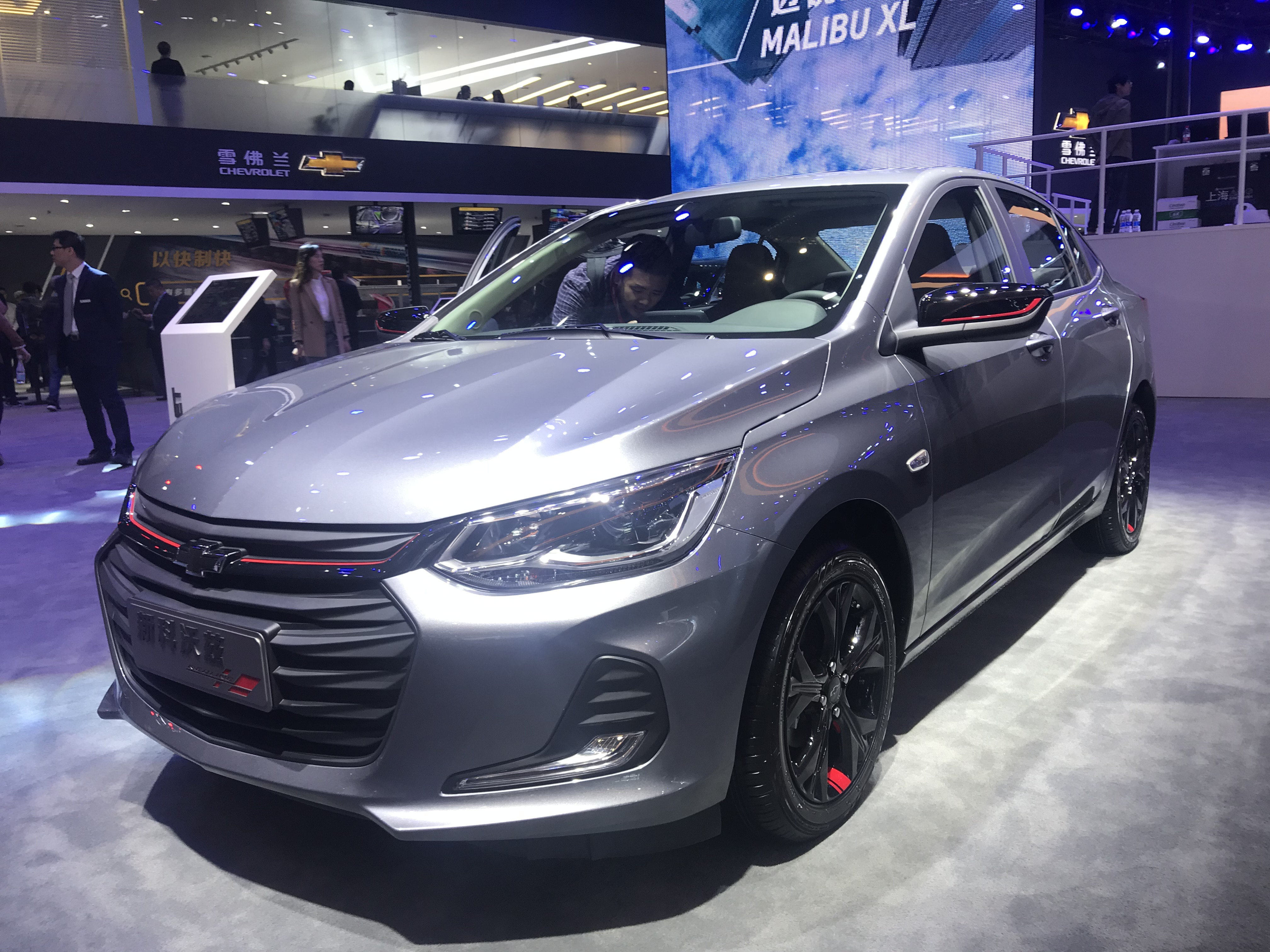
Chevrolet Onix y Onix Plus
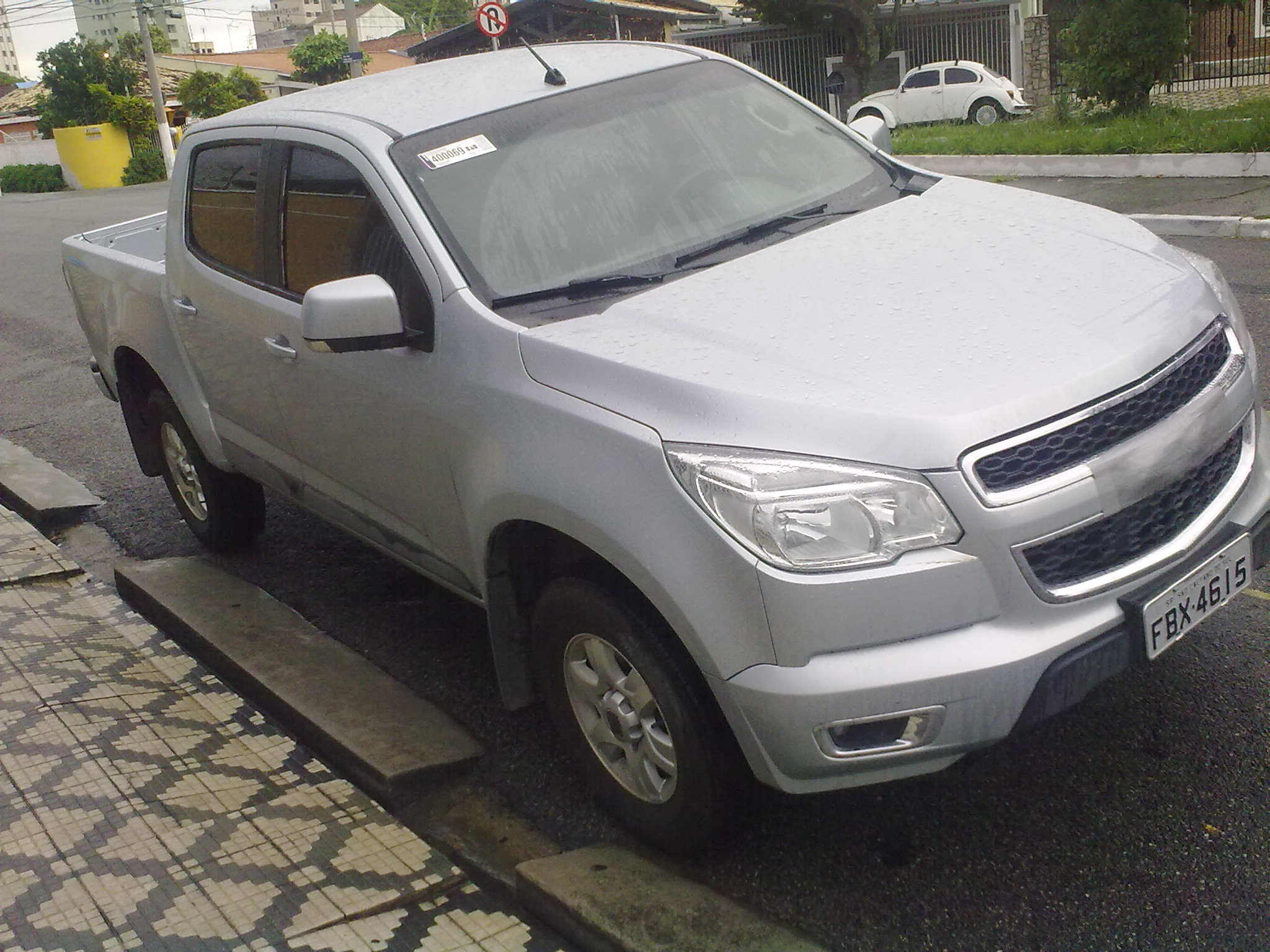
Chevrolet S-10

### Modelos recientes que dejaron de importarse

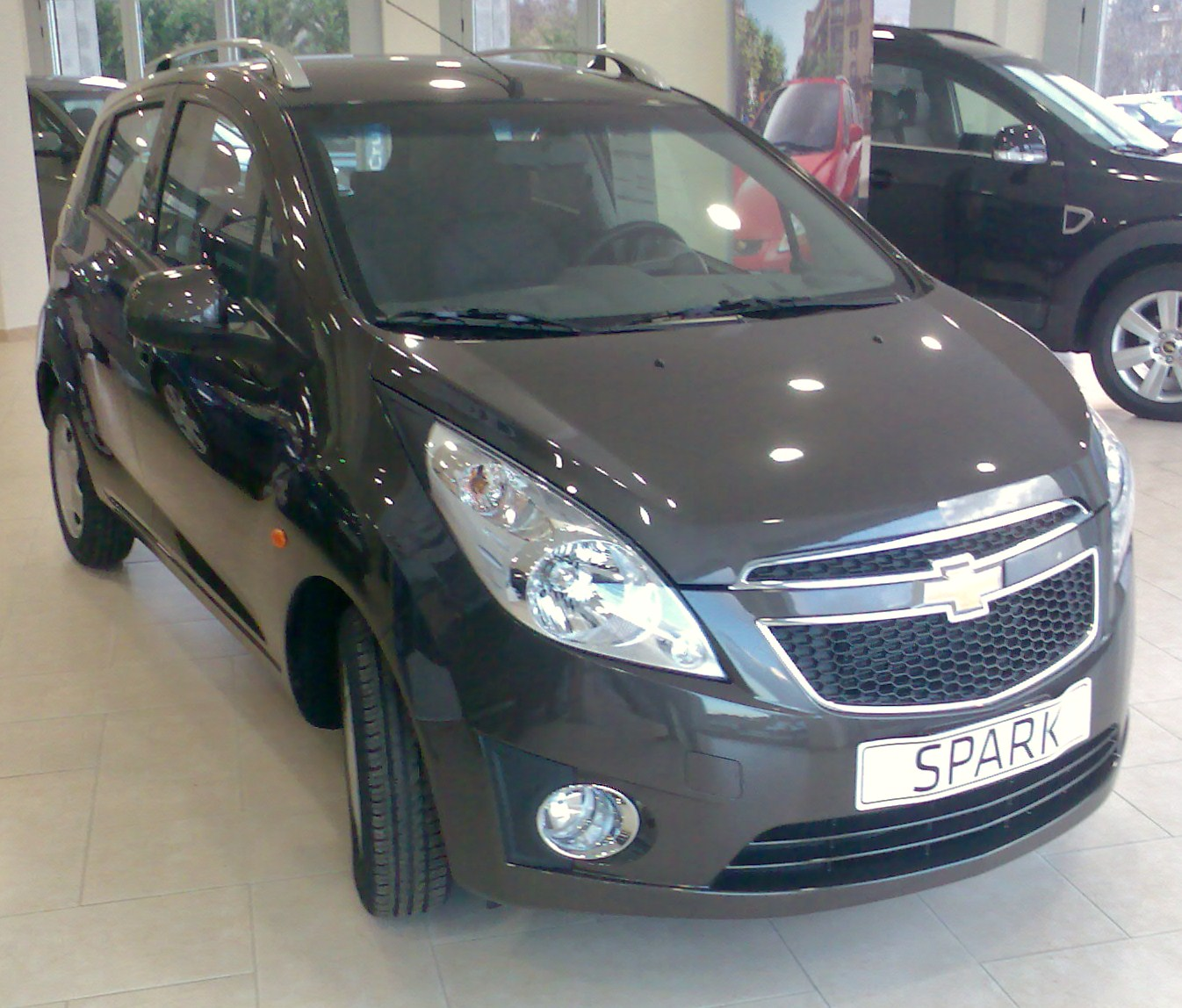
Chevrolet Spark II.
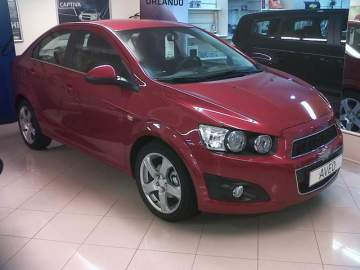
Chevrolet Sonic
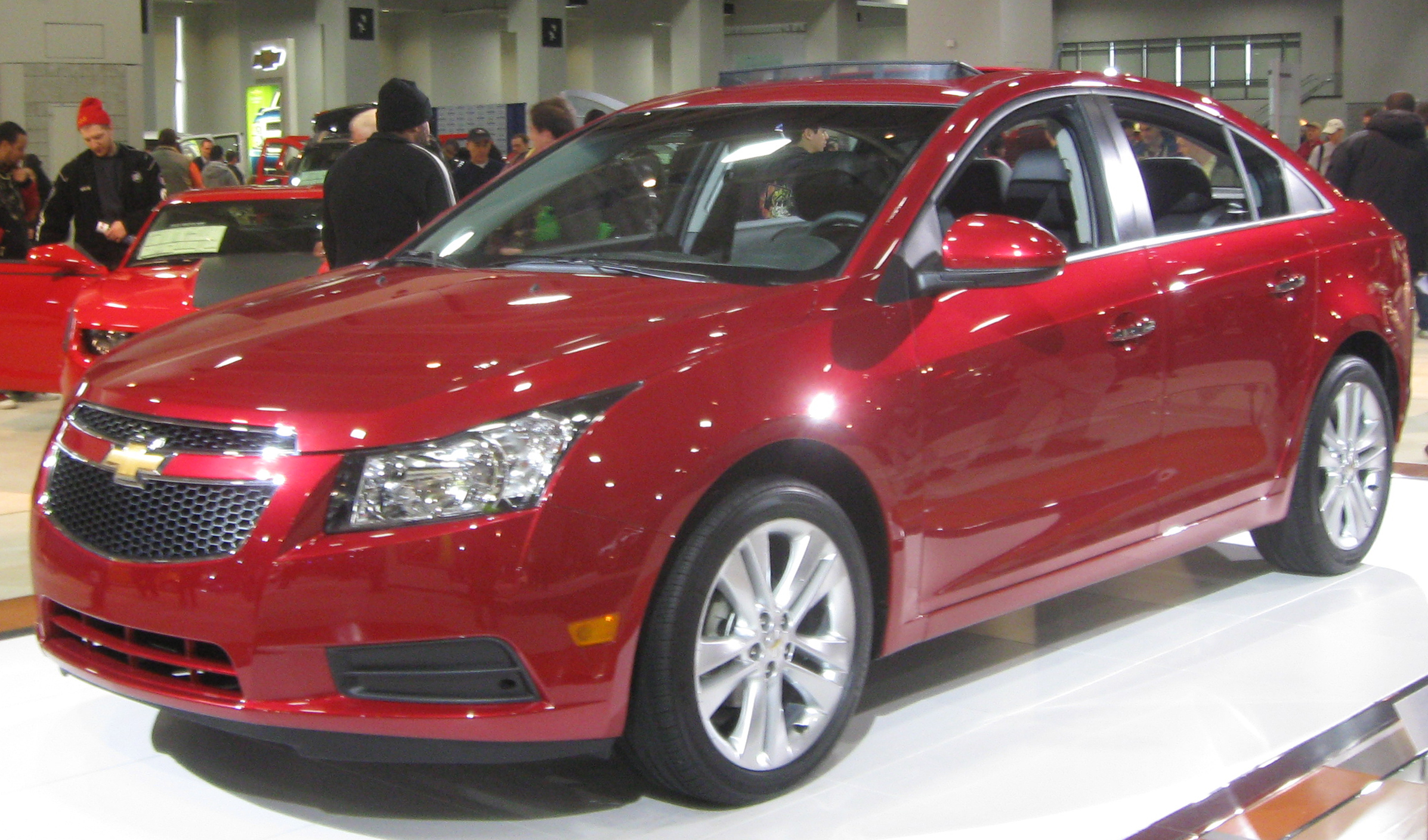
Chevrolet Cruze
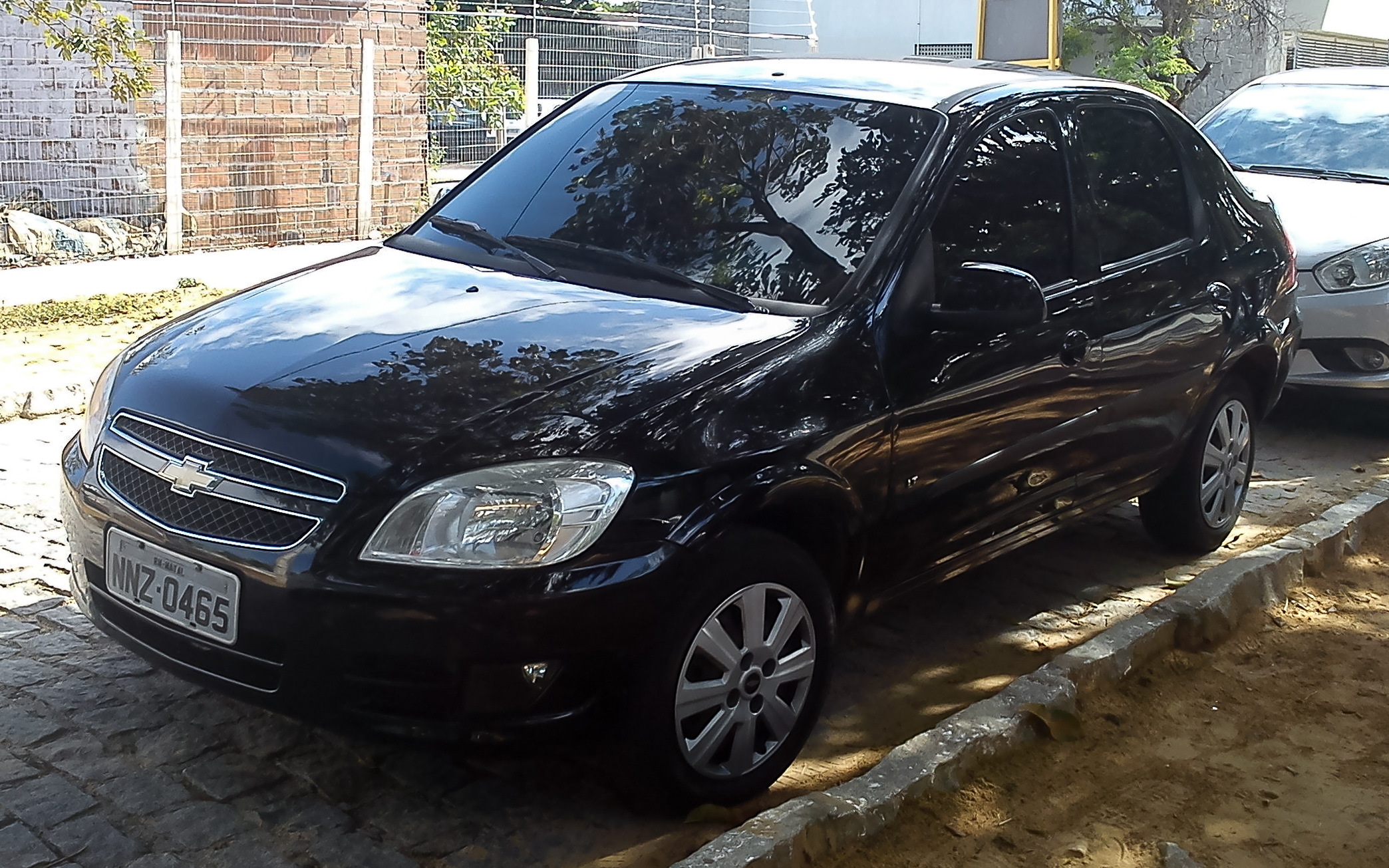
Chevrolet Prisma I
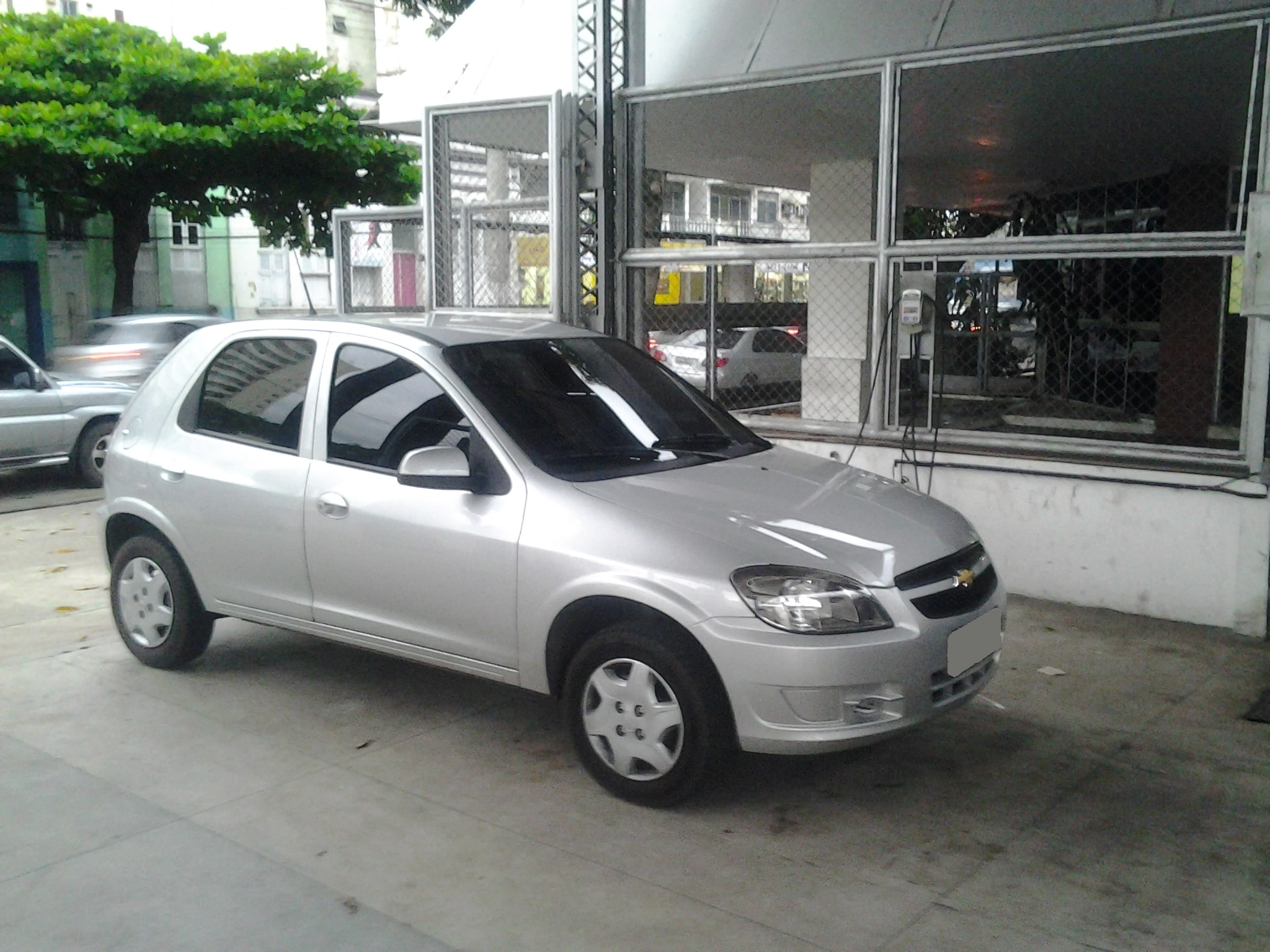
Chevrolet Celta
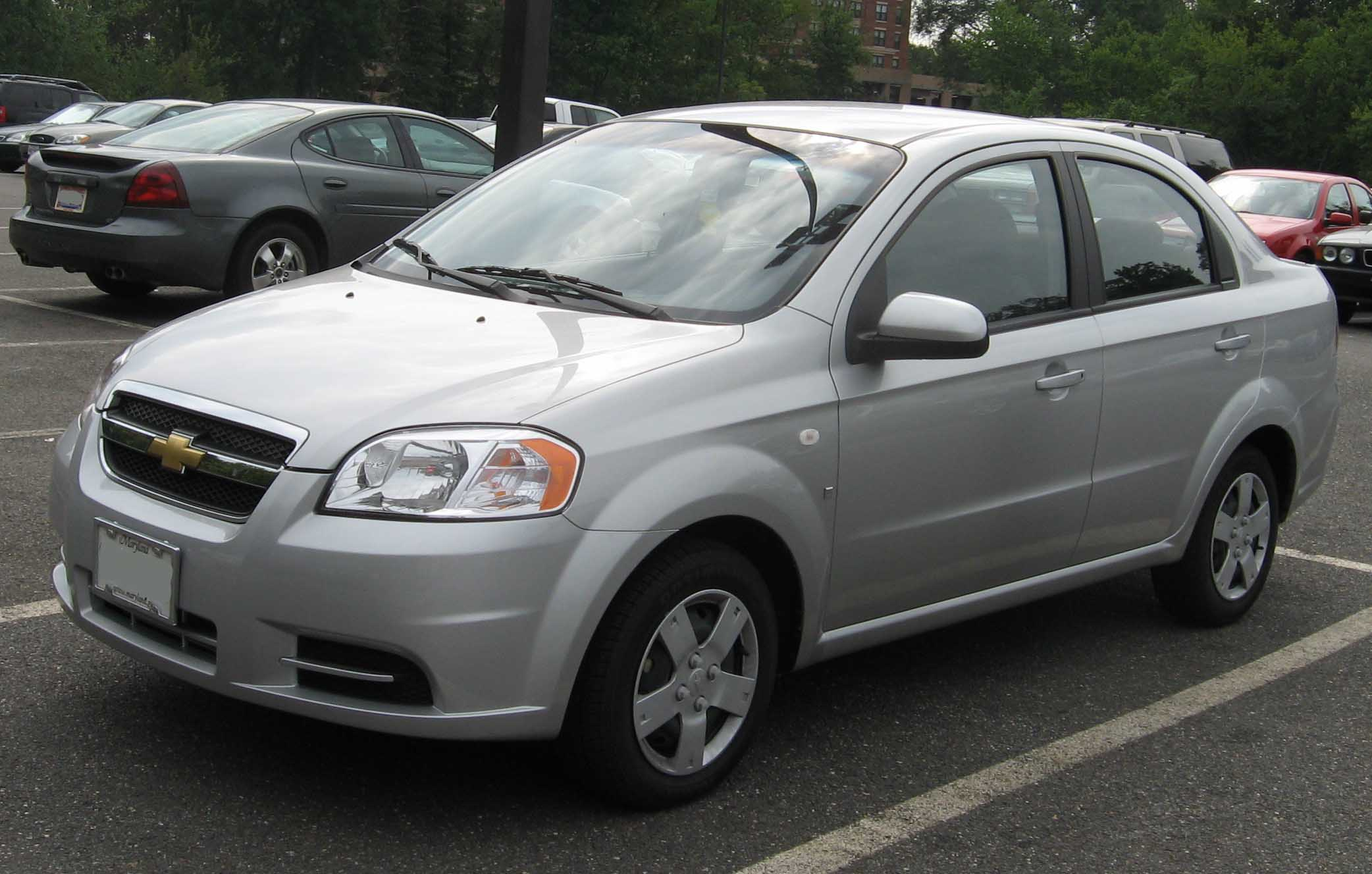
Chevrolet Aveo
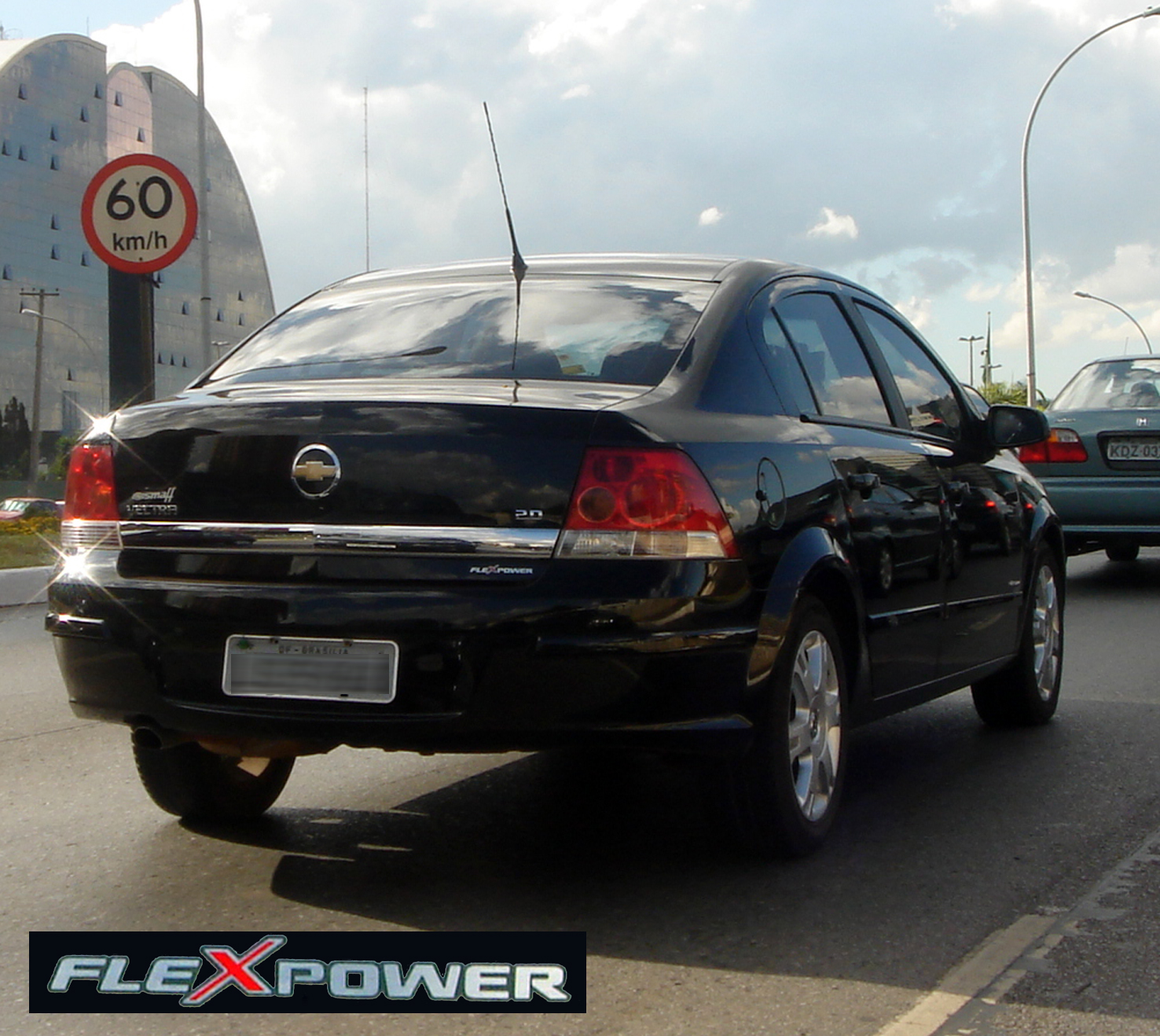
Chevrolet Vectra III
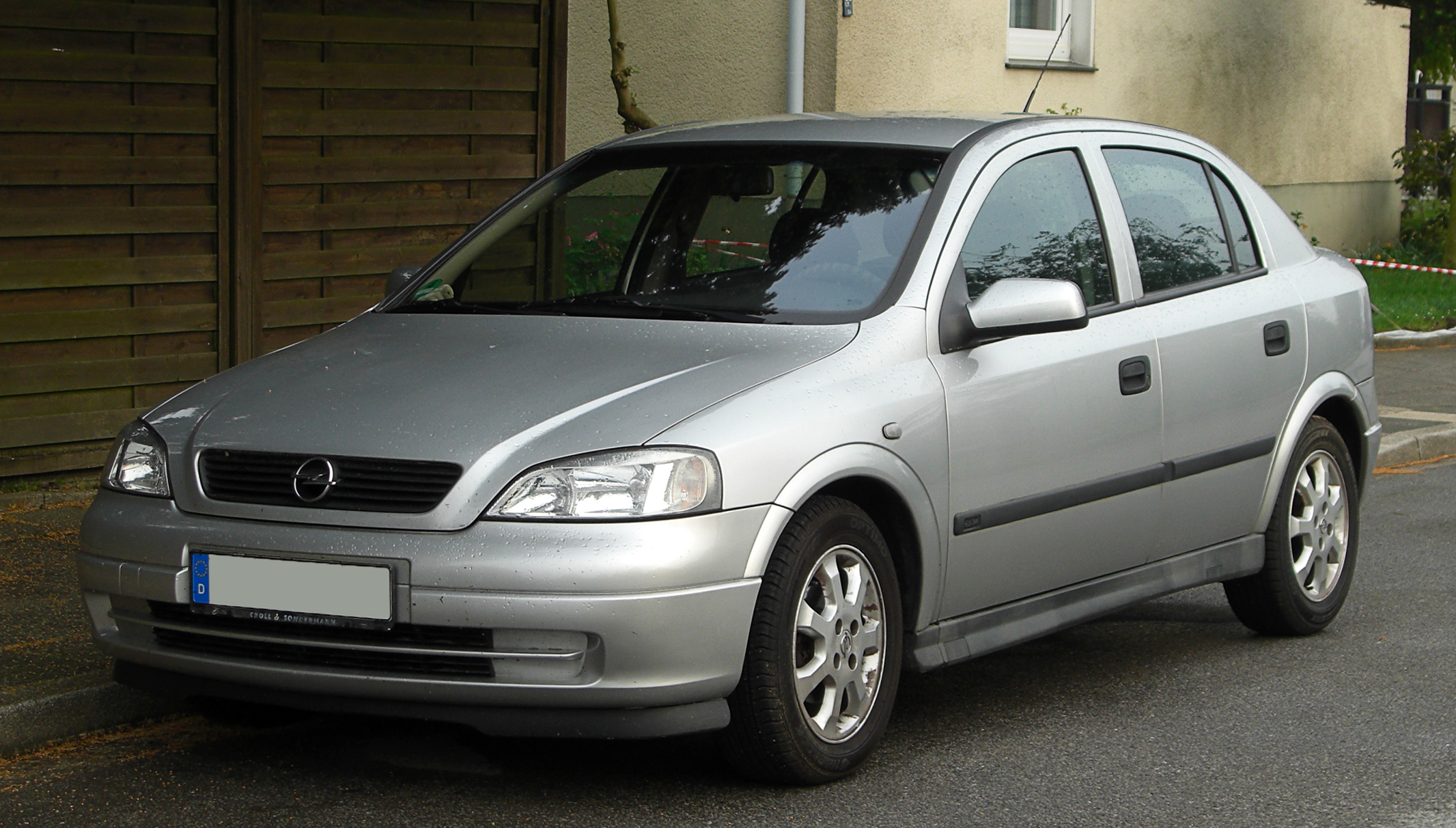
Chevrolet Astra
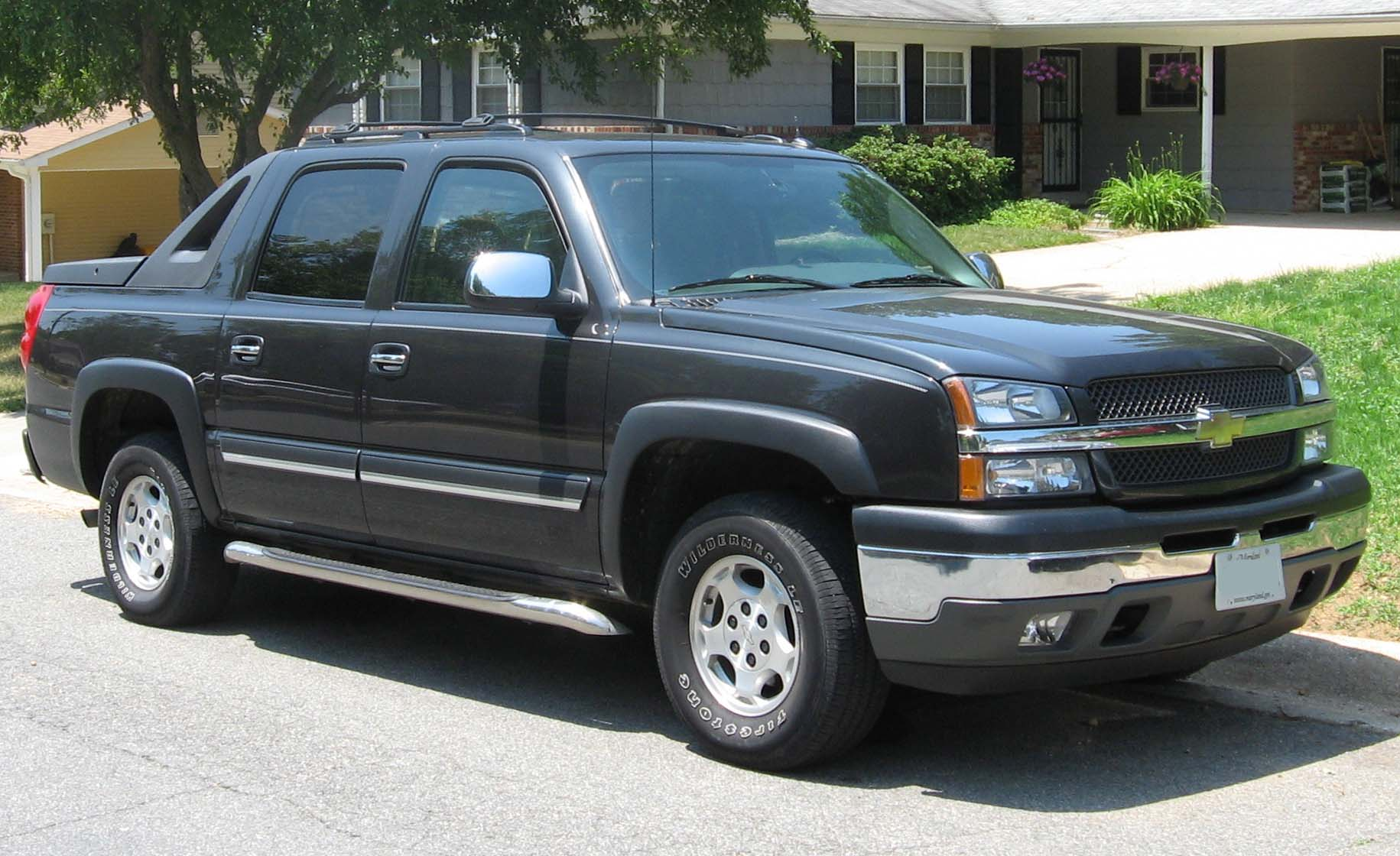
Chevrolet Avalanche
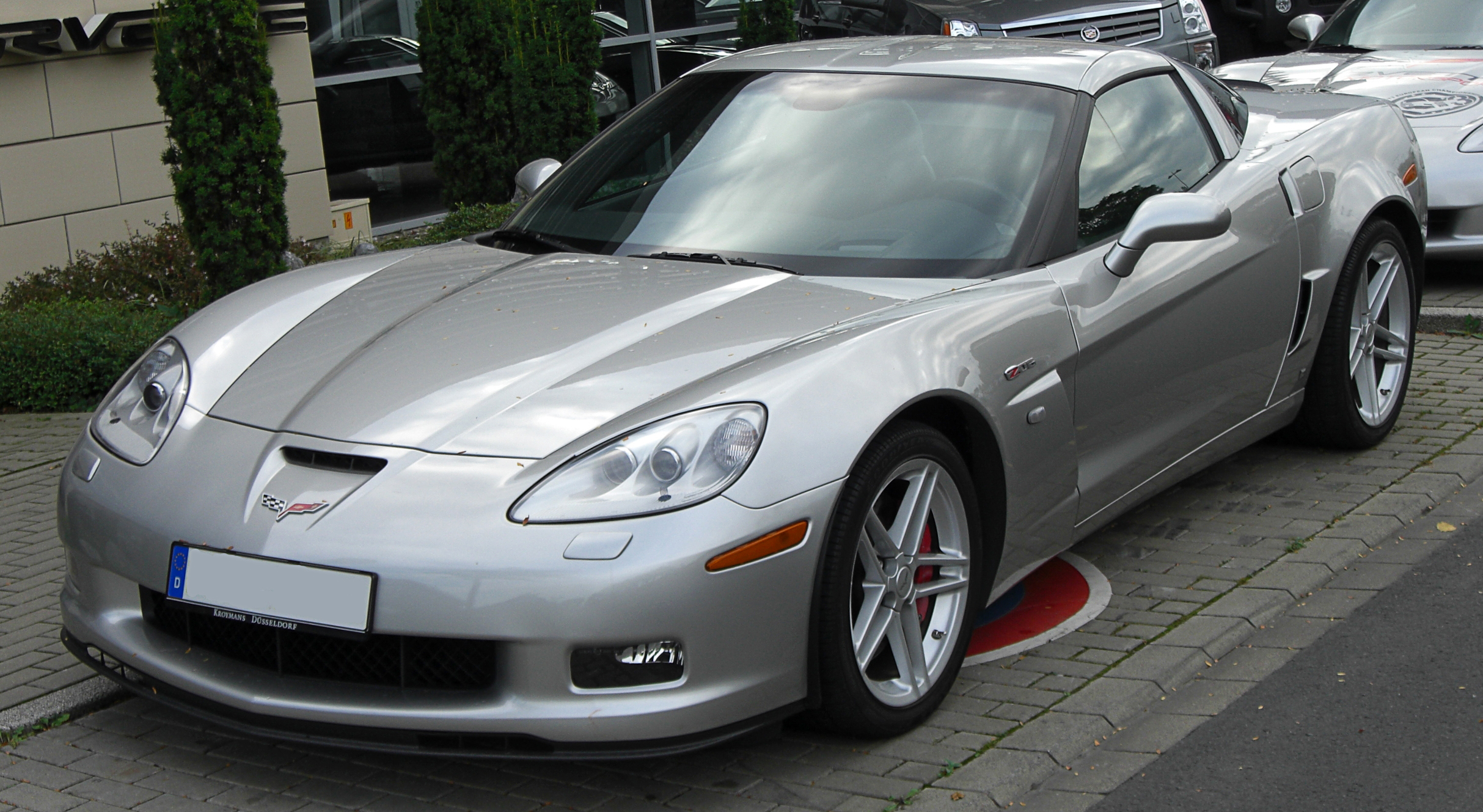
Chevrolet Corvette Z06
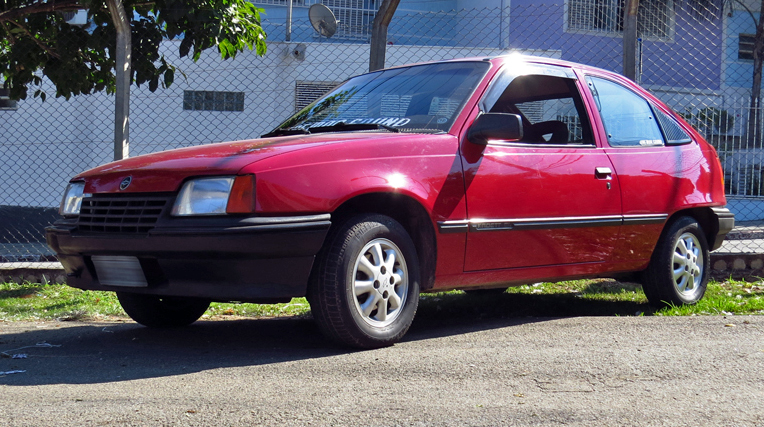
Chevrolet Kadett
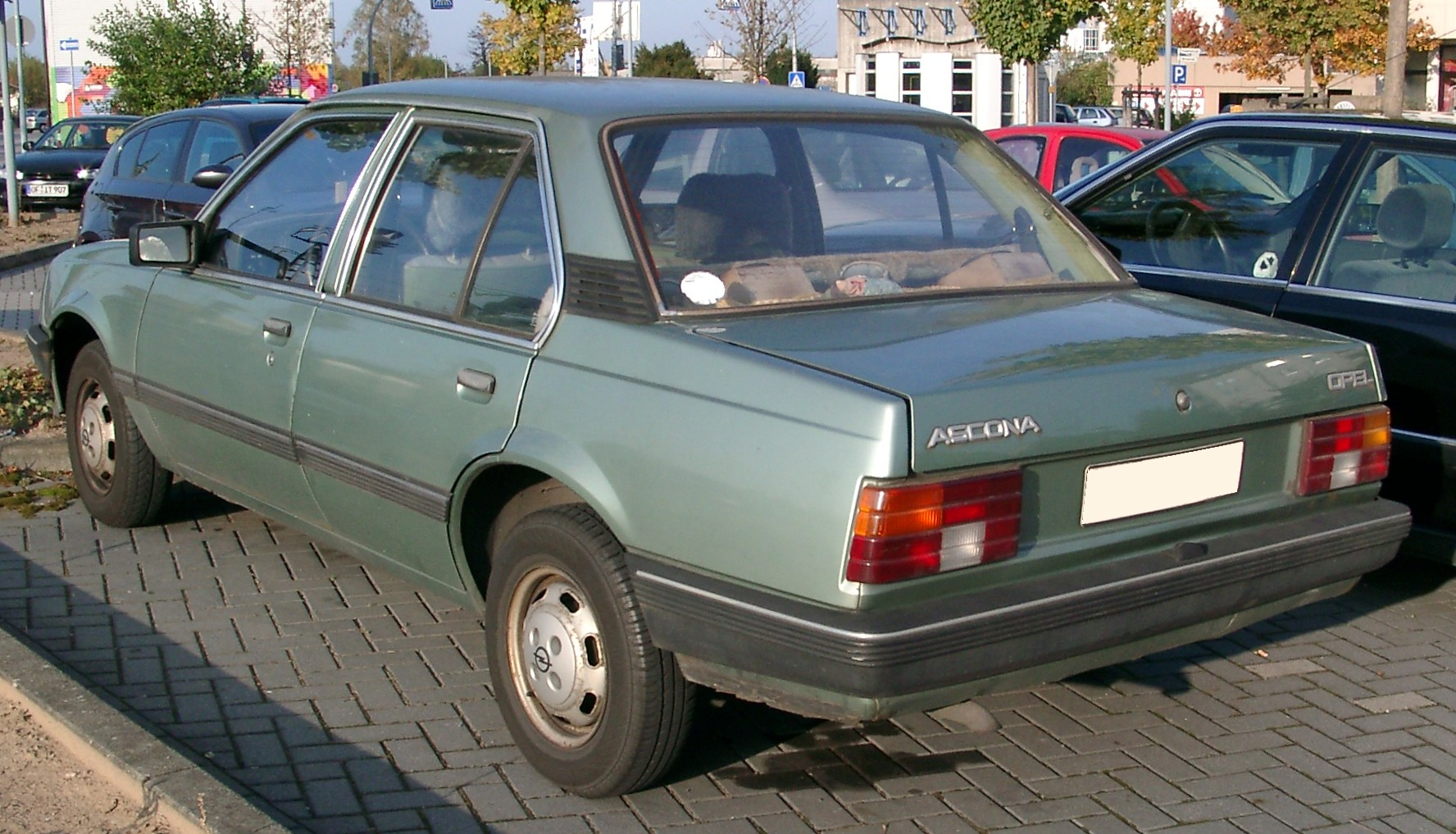
Chevrolet Monza
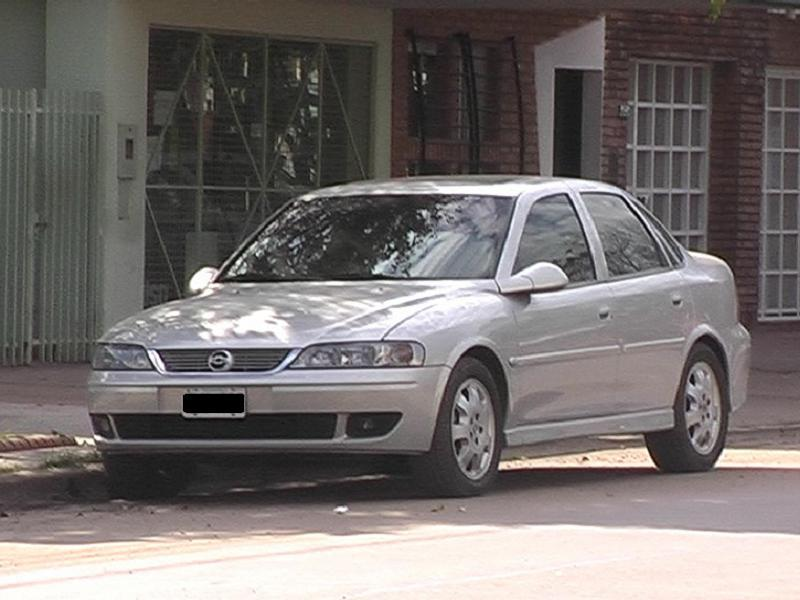
Chevrolet Vectra II
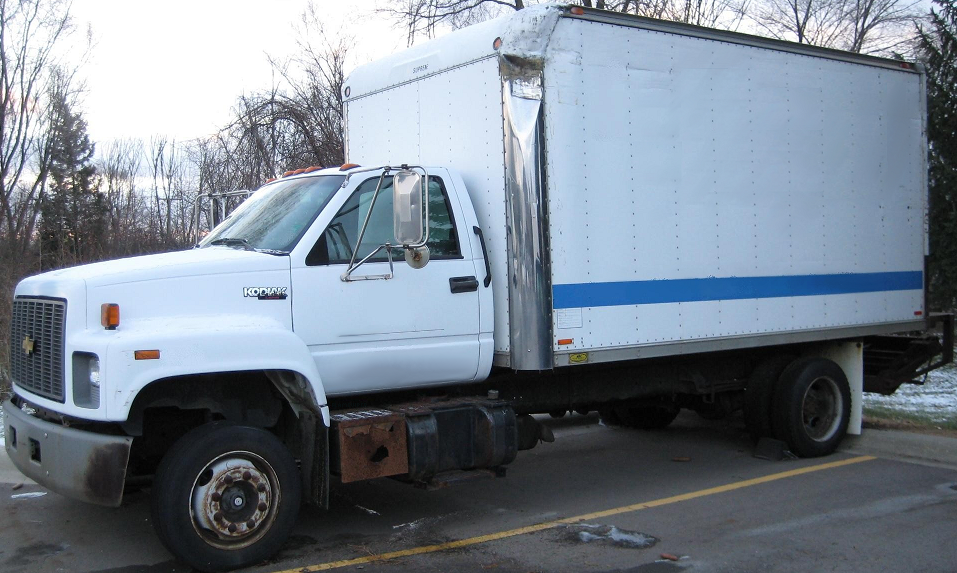
Chevrolet Kodiak
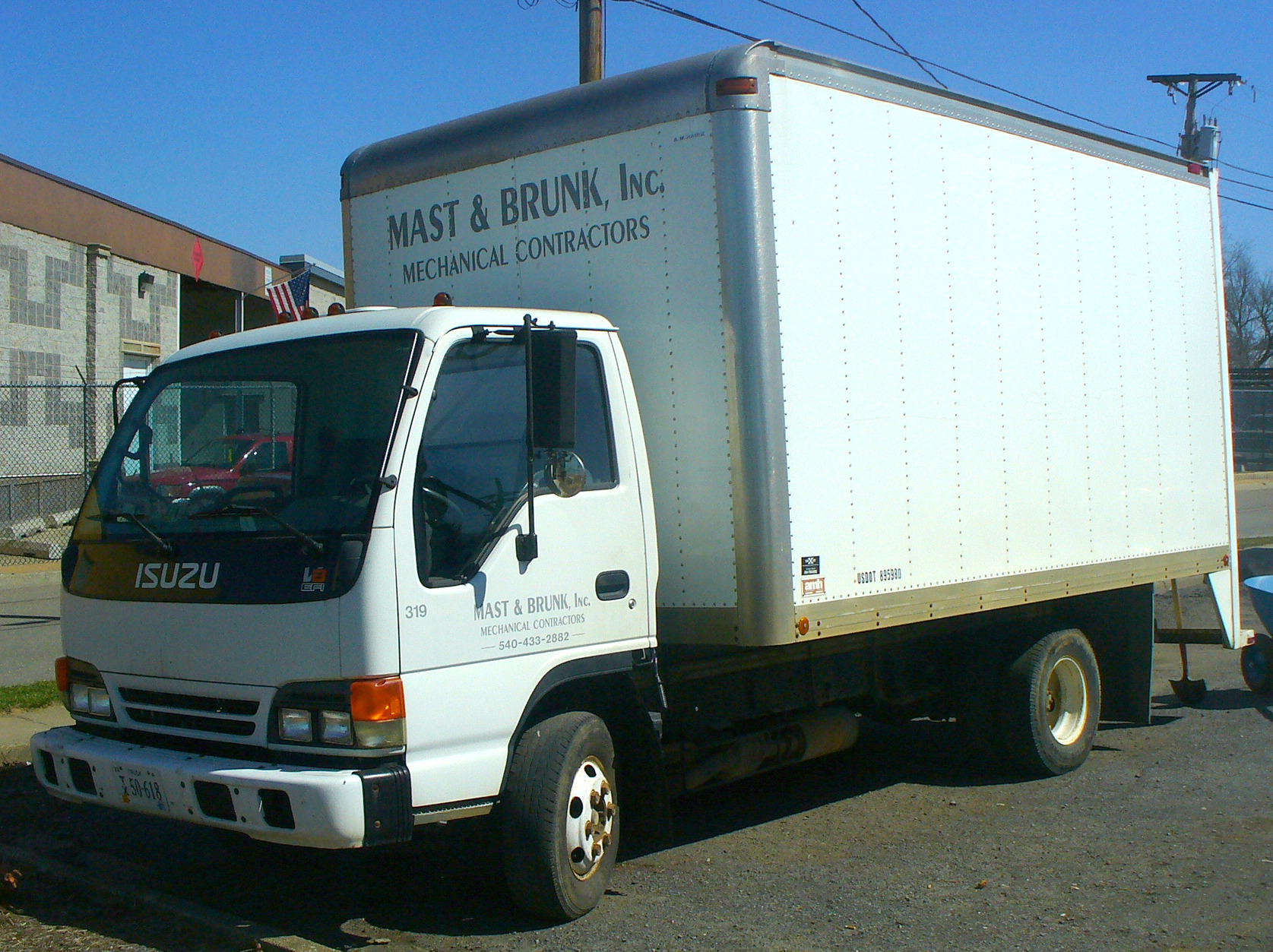
Chevrolet NPR
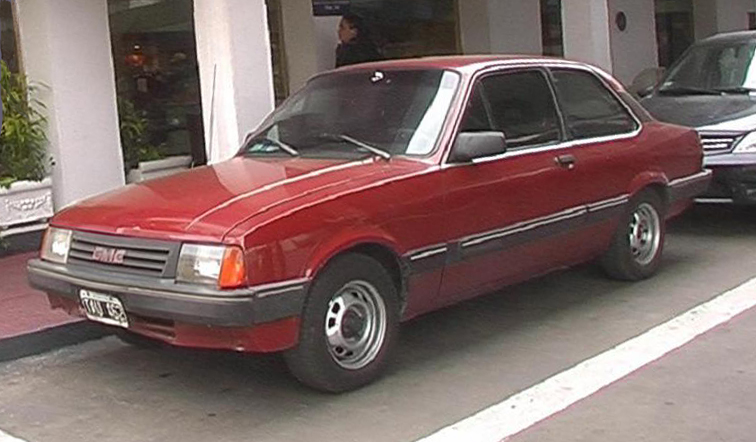
GMC Chevette
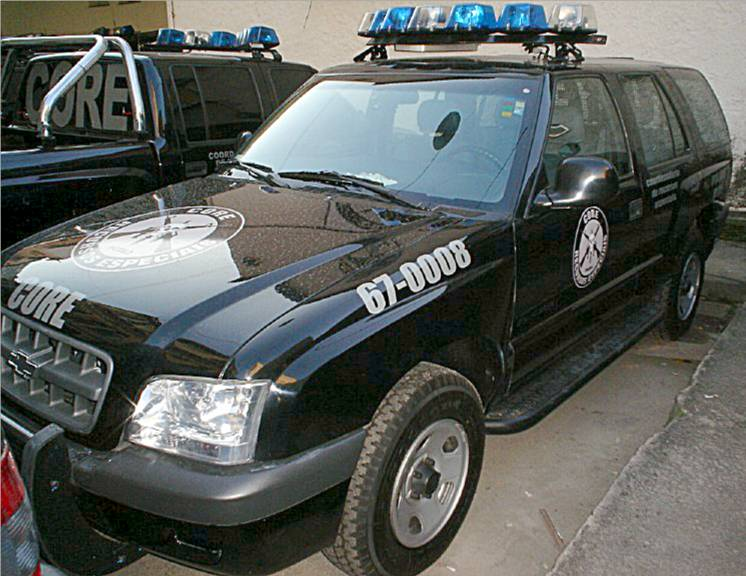
Chevrolet Blazer
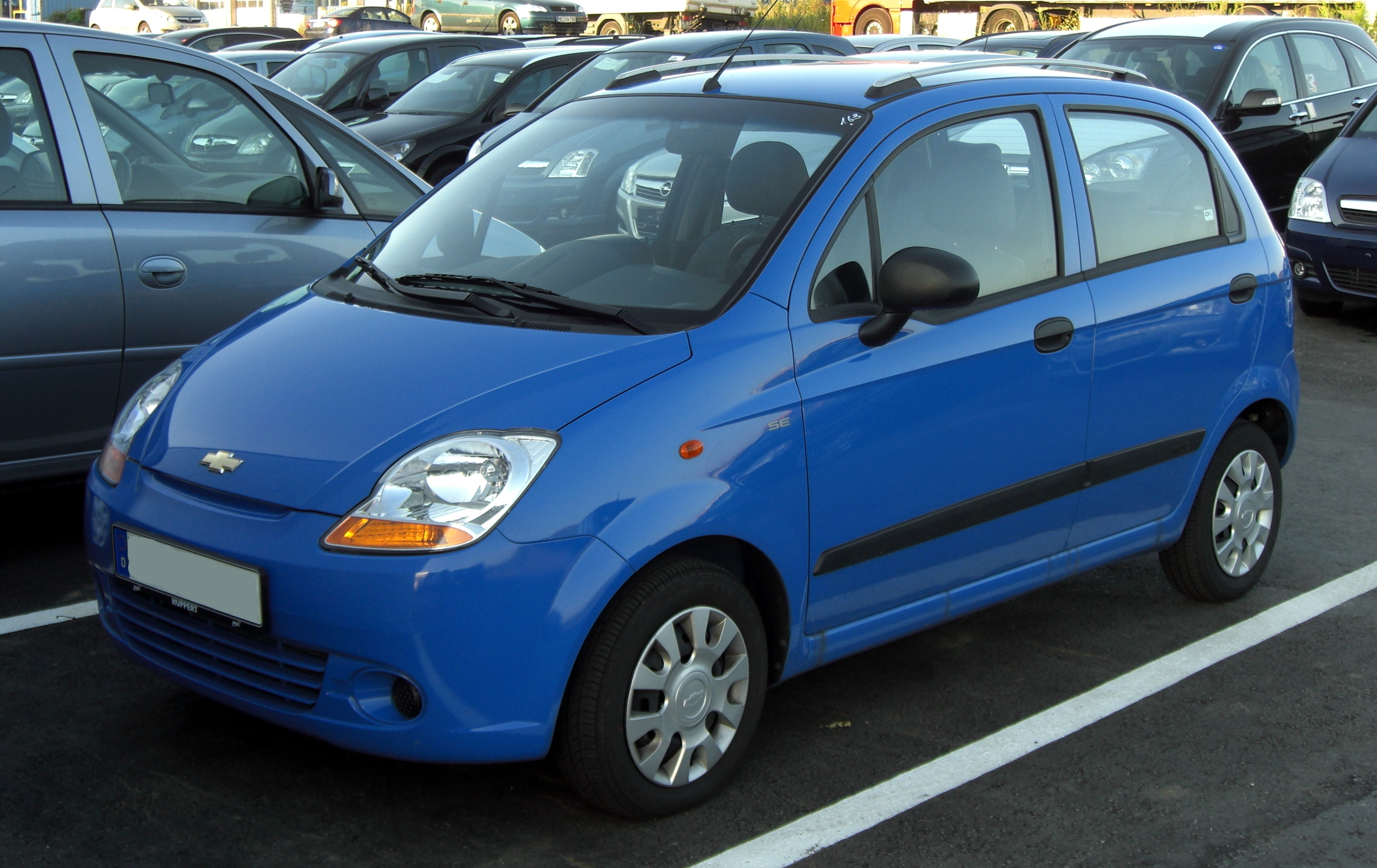
Chevrolet Spark

### Modelos antiguos de la GM de Estados Unidos que fueron importados

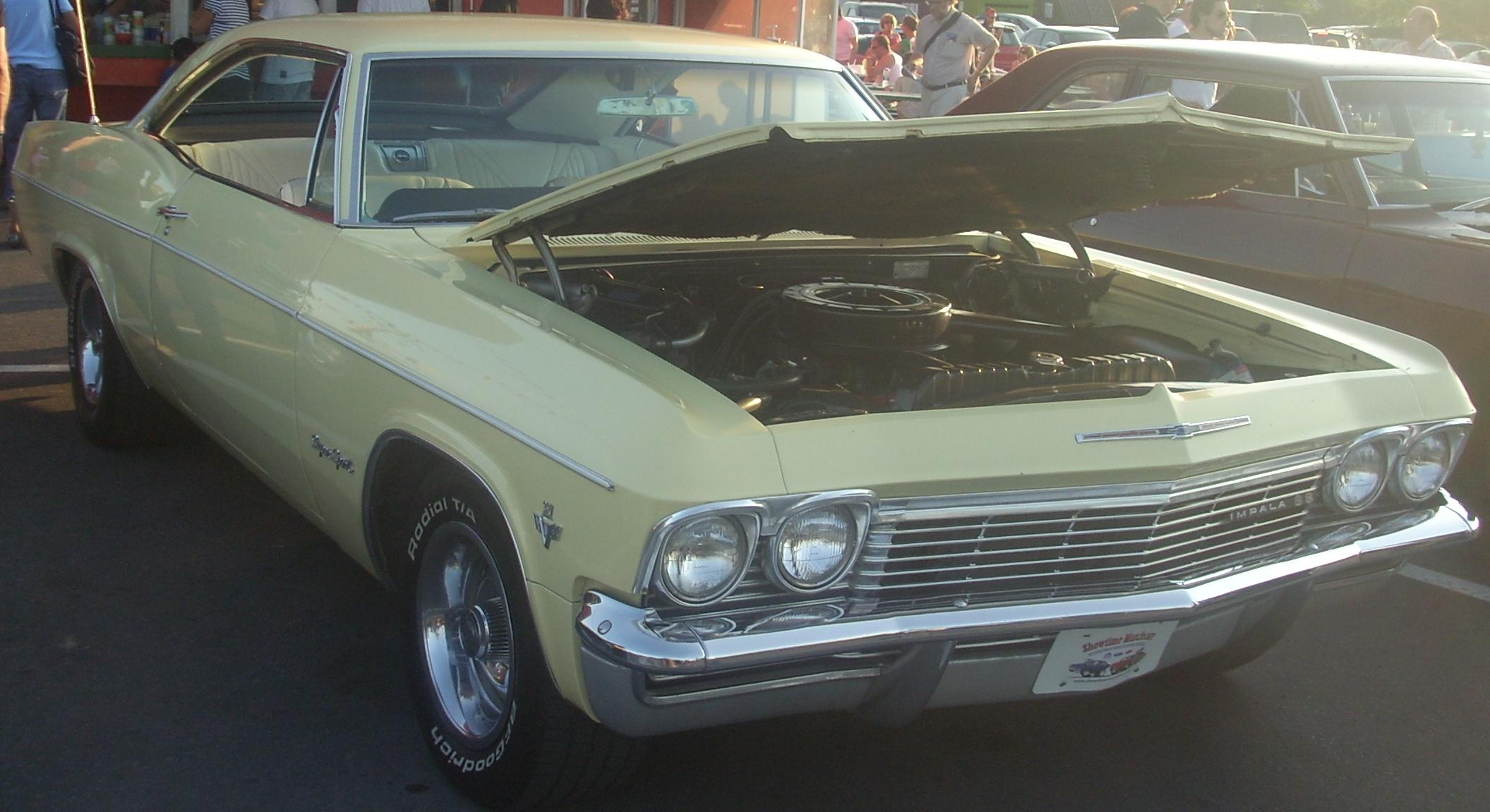
Chevrolet Impala
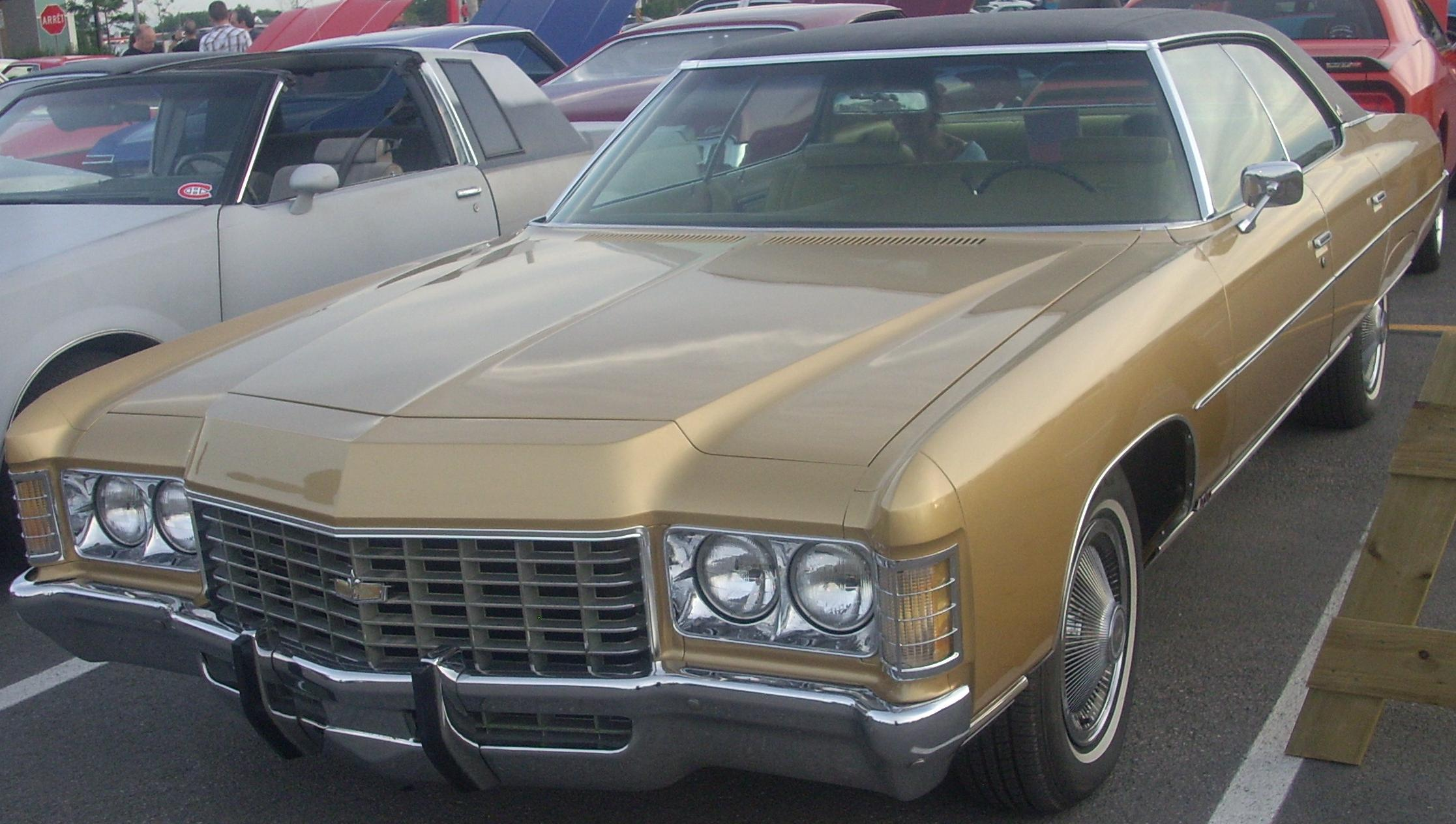
Chevrolet Caprice
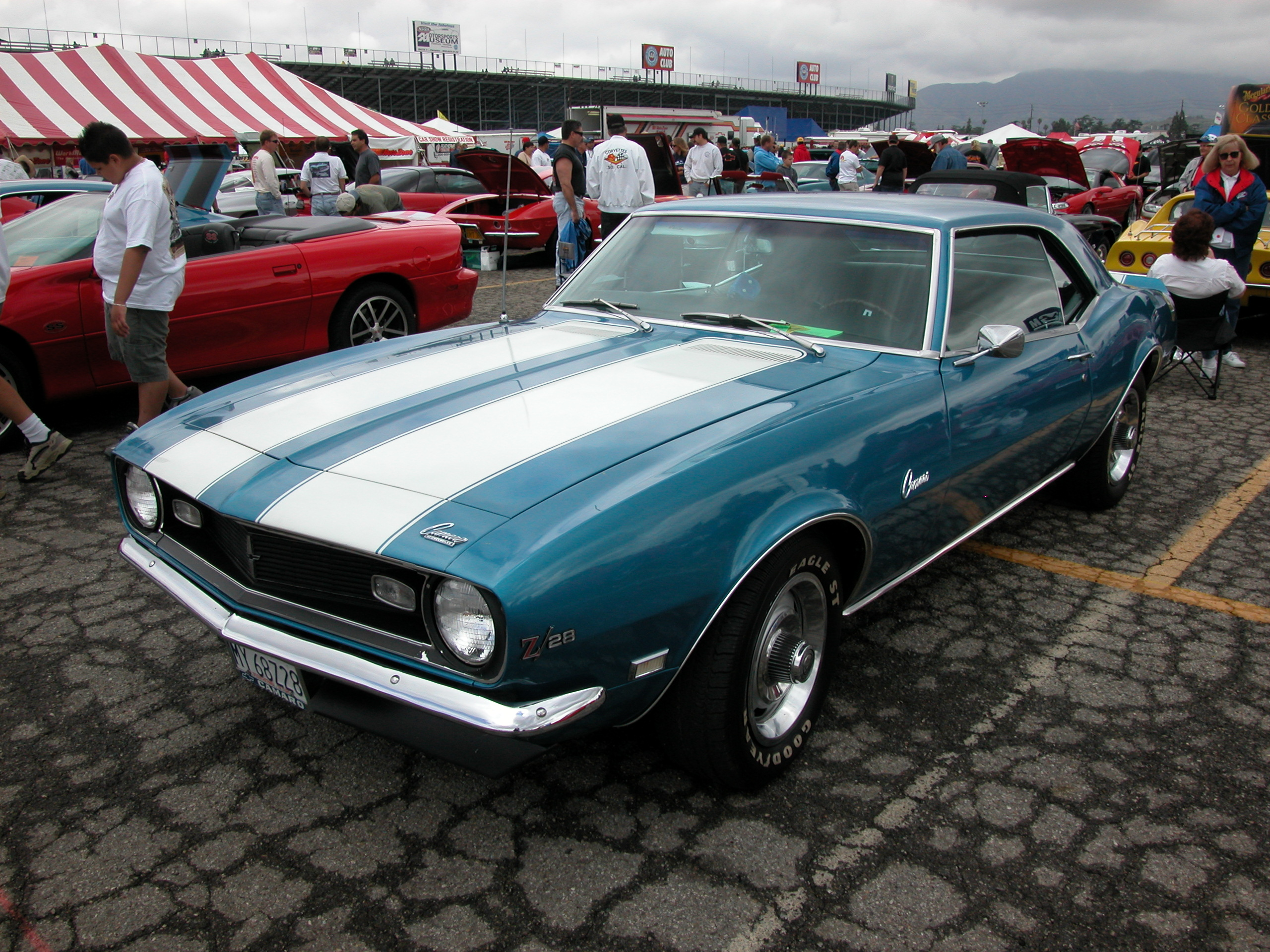
Chevrolet Camaro
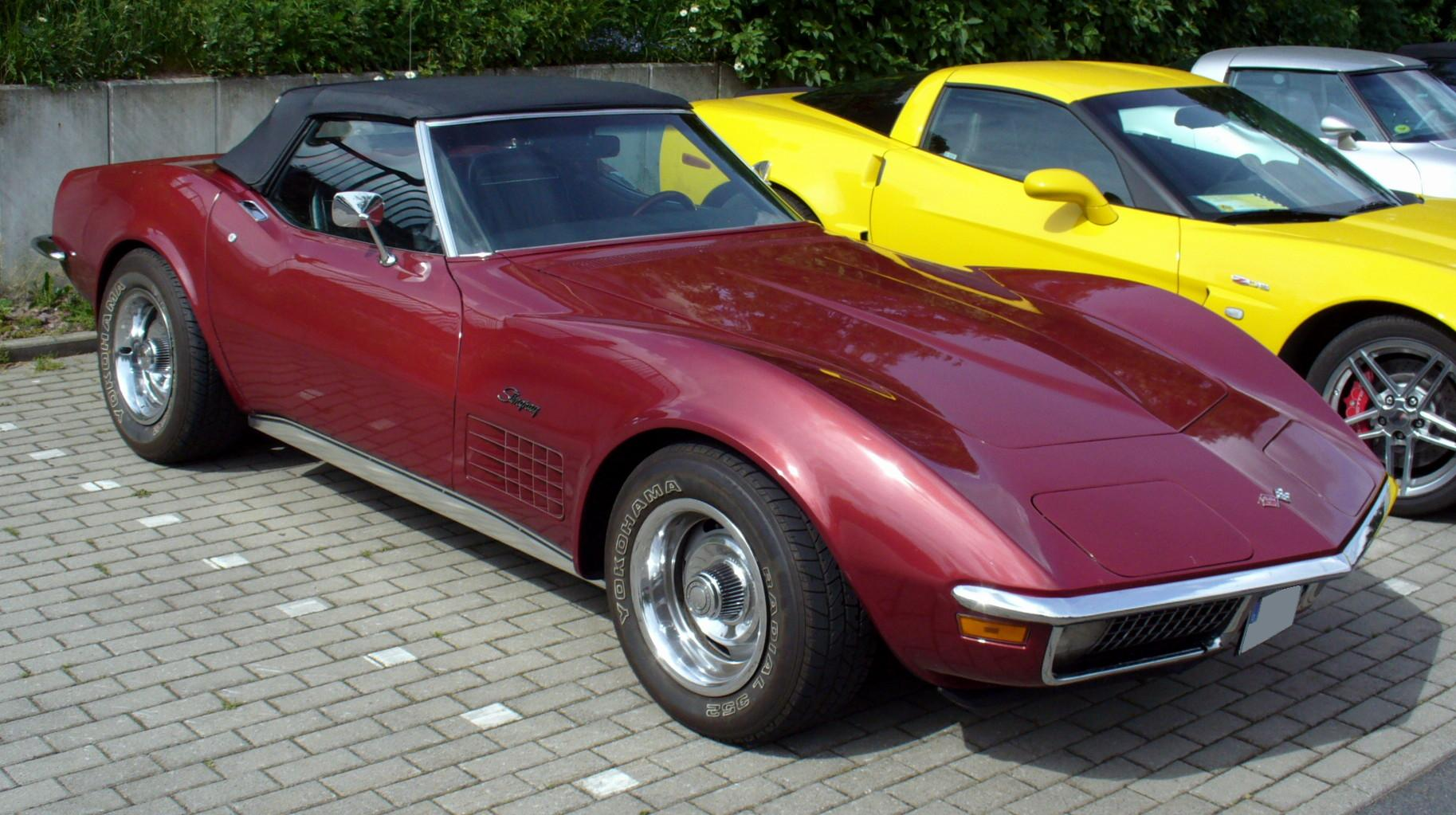
Chevrolet Corvette
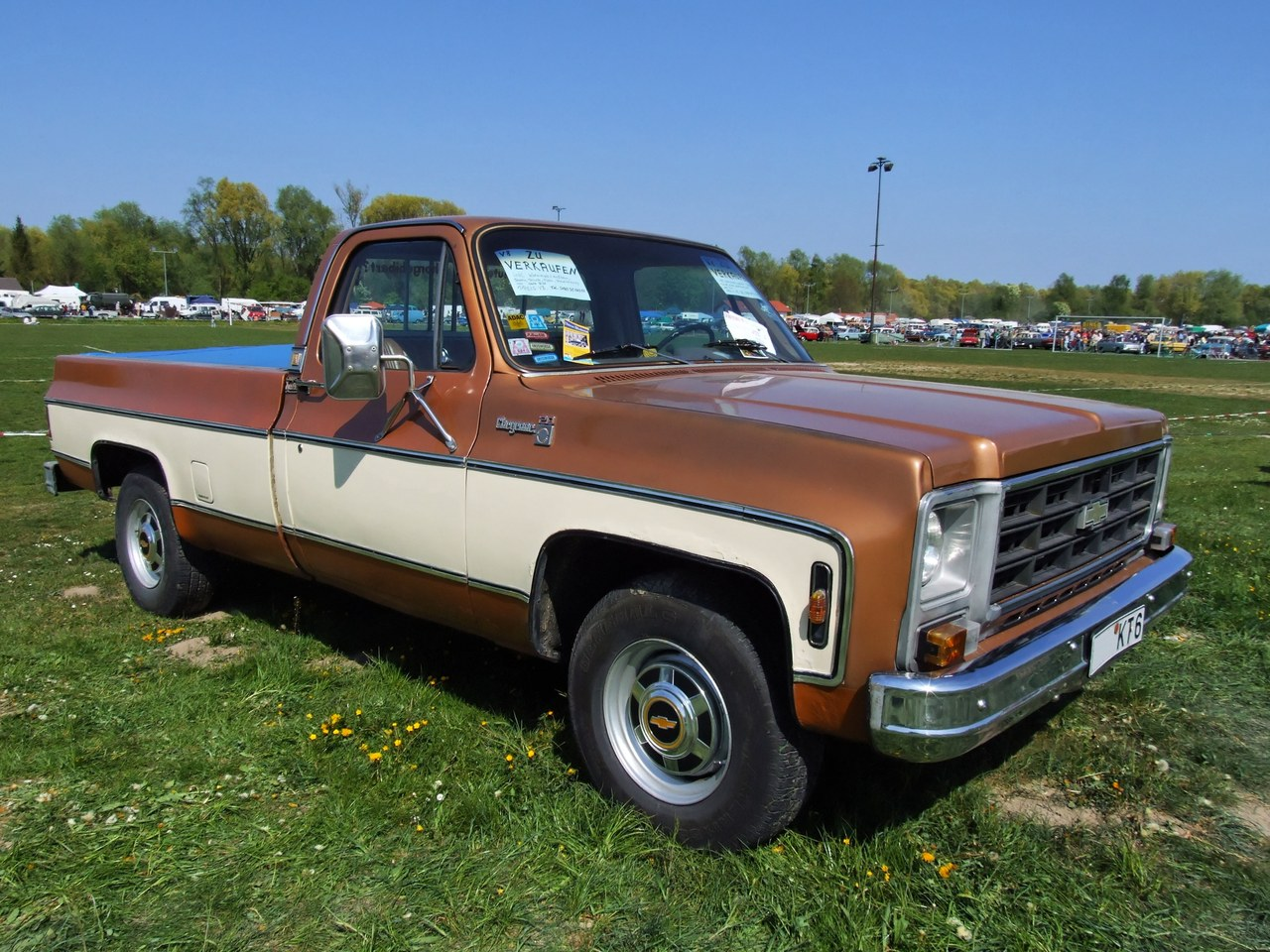
Chevrolet Cheyenne

### Desarrollos relacionados
- Autolatina
- CIADEA S.A.
- Sevel Argentina

### Empresas filiales/Partnership similares
- General Motors Corporation
- GM de Colombia
- GM México
- Daewoo GM
- Isuzu
- Suzuki
- Opel
- Buick

### Listas relacionadas
- Categoría:Modelos de Chevrolet